# 池田勇人
池田 勇人（いけだ はやと、1899年〈明治32年〉12月3日 - 1965年〈昭和40年〉8月13日）は、日本の政治家、大蔵官僚。位階は正二位。勲等は大勲位。
大蔵次官、衆議院議員（7期）、大蔵大臣（第55・61・62代）、通商産業大臣（第2・6・17代）、経済審議庁長官（第3代）、自由党政調会長・幹事長、内閣総理大臣（第58・59・60代）などを歴任した。全日本居合道連盟創立者及び初代会長。

## 概説
大蔵官僚を経て終戦後まもなく政界入りすると、吉田茂の右腕として頭角を顕し、第3次吉田内閣の外交・安全保障・経済政策に深く関与した。佐藤栄作と並ぶ「吉田学校」の筆頭格である。保守合同後は自民党の宏池会の領袖として一派をなし、1960年に首相に就任した。19世紀生まれの最後の首相である。
所得倍増計画を打ち出し、戦後日本の高度経済成長の進展に最も大きな役割を果たした。

## 生涯

### 生い立ち
広島県豊田郡吉名村（現・竹原市）にて父・池田吾一郎、母・ウメの間に7人兄姉の末子として生まれた。長姉とは歳の差が20歳もある。旧制広島県立忠海中学校（現・広島県立忠海高等学校）の1年時に陸軍幼年学校を受験するが、近視と背丈の低さで不合格となる。第一高等学校を受験するが2度落第、1浪で第五高等学校入学。五高を経て1924年3月に京都帝国大学法学部卒業。

### 大蔵官僚時代

#### 挫折と生命の危機の克服
京都帝国大学法学部卒業後、高等試験行政科をパスし1925年、同郷の政友会代議士・望月圭介の推薦を受け大蔵省へ入省。銀行局属。入省同期は山際正道、植木庚子郎、田村敏雄など。大蔵省の中枢は当時からすでに東大出身者で固められており、京大卒の池田は出世コースから外れた傍流であった。本来ならば地方の出先機関の局長や税関長止まりというキャリアで、入省後は相場の通り地方を廻る。1927年、函館税務署長に任命される直前に、望月の秘書だった宮澤裕に勧められ維新の元勲・広沢真臣の孫・直子と結婚する。媒酌は時の大蔵大臣・井上準之助だった。
宇都宮税務署長を務めていた1929年、当時不治の病といわれた難病の落葉状天疱瘡（デューリング疱疹状皮膚炎とされた。水疱や丘疹などが全身に生じたという。）を発症して大蔵省を休職、休職期間が切れたため1931年に退職、以後3年間、吉名村の実家で療養生活を余儀なくされた。原因不明の難病に対し、周囲には冷たい視線を向ける者もいる中で、栄進への道を絶たれたも同然の池田は失意に沈み、出世の階梯を異例のスピードで駆け上がる、1期後輩の迫水久常に切歯扼腕する思いであった。病が少しよくなりかけた頃、島四国巡礼に出る。
闘病中には、看病疲れから妻の直子を狭心症で失っているが、池田を献身的に看病した遠縁の大貫満枝との出会いもあり（後に結婚）、1934年に奇跡的に完治する。医者も「どうして治ったのか判らぬ」と言っていたといわれる。再び望月の世話を受けて日立製作所への就職が内定したが、挨拶を受けた秘書課長の谷口恒二や松隈秀雄から復職を薦められる。同年12月に新規採用という形で、34歳にして大阪・玉造税務署長として大蔵省に復職した。玉造では、やはり病気で遅れて和歌山税務署長を務めていた前尾繁三郎と知り合い、以後肝胆相照らす関係が続くことになる。

#### 財政家として基盤の形成
復職後は病気での遅れもあり、出世コースを外れ税制関係の地味なポストを歩み続けたが、やがて税の専門家として知られるようになり、税務を通じた産業界との縁は後の政界入り後に大きな力となった。池田の徴税ぶりは有名で「税金さえとれば、国のためになる」と、野間清治や根津嘉一郎の遺産相続時の取り立ては凄まじかったといわれる。
当時省内では、賀屋興宣と石渡荘太郎の二大派閥が対立していたが、池田は同郷の賀屋派に属した。熊本税務監督局直税部長、東京税務監督局直税部長を経て、主税局経理課長として本省に戻った。しばらくは重要会議に全く呼ばれないなど冷や飯を食わされたが、1941年、蔵相となった賀屋の下で主税局国税課長となる。本人は後に、国税課長昇進は蔵相就任よりも嬉しかったと述懐している。丁度太平洋戦争と重なり、賀屋と共に日本の歴史上最大増税を行い軍事費の膨張を企てた。国家予算のほとんどは戦費で、財源の大部分が国の借金となり、国家財政は事実上の破綻に至る。1942年、臨時軍事費を捻出するため広告税を導入した（1945年廃止）。1944年、蔵相が石渡に交代して主流から外され、東京財務局長となる。出世の遅れに嫌気が差し、1期上の飲み仲間で当時満州国の副総理格だった古海忠之に「満州に呼んでくれないか」と頼んで承諾を得たが、母親に猛反対され断念した。
1945年2月に主税局長となり、ここで出世の遅れをほぼ取り戻した。初の京大出身の局長として新聞記事になったほどの異例の抜擢だった。
1944年9月～1945年9月の間、埼玉県春日部町（現・春日部市）に家族(妻と次女と三女)を疎開させていた。春日部駅東口周辺に税務署があり、池田家の居住地もその周辺にあった。池田は春日部町から大蔵省に通っていた。5月25日の東京大空襲で大蔵省庁舎の一部が焼失したため、必ず狙われる都心を離れ、局ごとに建物を分散した。主税局は雑司が谷の自由学園明日館に移っており、同地で終戦を迎える。
終戦後、池田は戦後補償の担当者だったといわれ、軍需会社や民間の会社が大蔵省に殺到した。1945年9月、連合国軍最高司令官総司令部 (GHQ) から「日本の租税制度について聞きたい」と大蔵省に呼び出しがあり、前尾を伴いGHQ本部に出向き、戦後の税制改革の協議がスタートした。戦時補償の打ち切りと財産税法創設問題に精力的に取り組み、1947年2月、第1次吉田内閣（大蔵大臣・石橋湛山）の下、主計局長だった野田卯一を飛び越えて大蔵次官に就任する。終戦、そして主計局長の中村建城をはじめとする公職追放による人事の混乱に加え、池田の政界入りの野心を見てとった石橋の親心も作用した（次官抜擢は別説あり）。石橋蔵相下では石橋に協力して戦後の財政再建の実務を担当した。
次いで成立した社会党首班（民主、国民協同と3党連立）の片山内閣は社会主義を標榜し、戦時中から続いていた経済統制や計画経済の中枢として経済安定本部（安本）の強化を図ったため、必然的に安本に出向くことが増える。ここで安本次官だった同郷の永野重雄と親しくなり、財界に強い素地を作る。
1948年、梅林組及び竹中工務店に対する融資問題で衆議院不当財産取引調査特別委員会に小坂善太郎、愛知揆一らとともに証人喚問された。同年、48歳で大蔵省を退官した。浪人中に政治家になることを猛反対していた母が亡くなったことが、政治家転身を後押しした 。

### 政治家として

#### 新人で大蔵大臣
1949年の第24回衆議院議員総選挙に旧広島2区から出馬し、選挙戦の第一声を出身校の竹原市立吉名小学校の裁縫室で上げた。演説の内容が難しすぎたため、100人近くの聴衆は茫然として拍手一つ上がらなかったというが、初当選を果たす。以降死去まで在任し、出馬した7回の選挙は全てトップ当選した。中選挙区制においては空前絶後の記録である。
池田の所属する民自党は大勝したが、選挙後の組閣（第3次吉田内閣）において、大蔵大臣のポストだけがなかなか決まらなかった。この年2月1日にマッカーサーの財政顧問のジョゼフ・ドッジ （デトロイト銀行頭取）が公使の資格で来日し、日本のインフレ収束について強力な政策が要求されると予想され、それまでのような蔵相ではとても総司令部に太刀打ちできそうもないためであった。
外交官出身の吉田はマッカーサーとの信頼を築くことに専一で外交は玄人だが、財政経済は素人でほとんど無関心だったため、信頼に足る専門家を見つけ出して任せるしかなかった。吉田は前内閣で、池田成彬に擬えて泉山三六を蔵相に起用し大失敗した苦い経験があった（国会キス事件）。吉田は宮島清次郎に人選を依頼したが、宮島が挙げる向井忠晴ら候補者はみな公職追放の憂き目に遭っていた。
宮島から桜田武経由で話を聞いた永野重雄は、安本時代の次官仲間だった池田を推薦した。宮島が池田にテストを行ったが、宮島の厳しい質問は、池田の最も得意とする領域で、スラスラ答えたといわれる。池田は記憶力が抜群で、数字を丸暗記できる特技があった。宮島は、当時は財界でもその名を知る者はほとんどいなかった池田を吉田に推薦した。こうして池田は当選1回で第3次吉田内閣の大蔵大臣に抜擢された（就任日は1949年2月16日）。この人事には林譲治や大野伴睦ら党人派が反対したが、最終的には吉田に頼まれた自由党幹事長の大野が反対派をまとめた。池田は吉田の全権委任の形で経済を任されており、その後3度の内閣改造を経て解散されるまで蔵相に留任した他、第3次吉田内閣で通商産業大臣を、第4次吉田内閣では経済審議庁長官を兼務した。
池田は大蔵大臣秘書官として黒金泰美と、官僚時代に英語が堪能で贔屓にしていた宮澤喜一を抜擢した。まもなく黒金が仙台国税局長に異動したため、大平正芳に後任を打診したところ固辞されたが、否応なしに秘書官に起用した。

#### 占領下の経済政策

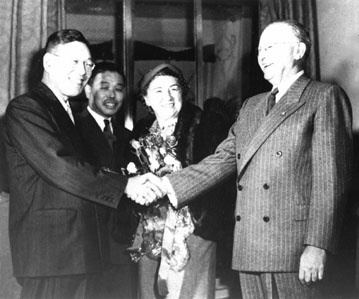
1949年、ジョゼフ・ドッジ（手前右）と

ドッジ・ラインによる緊縮財政
1949年、ジョゼフ・ドッジが来日。池田はドッジと協議を重ねた。池田は、後の「所得倍増計画」に見られるような積極財政をプランし、減税や公共投資を推し進め、それによって戦後の復興を成し遂げようと考えていたが、占領下ではGHQの指示は絶対で、意に反してドッジの超均衡財政の忠実な執行者を余儀なくされた。3月7日にドッジ・ラインを実施、1950年度予算は、収支プラス3億円の超均衡予算となった。
ドッジ・ラインの反動で、金づまり（デフレ）の嵐が吹き荒れ、企業合理化による人員整理で失業者が増大し、各地で労働争議が頻発、下山事件など暗い事件も相次いだ。ドッジは特に公務員の大量解雇による人件費削減を池田に強く指示し、これを実行したため、ドッジと池田に非難が集中、政党、労働組合、産業界、特に中小企業からの集中砲火にさらされた。
財政投融資の開始
ドッジ・ラインに従って厳しい金融引き締め政策が実行された結果、1949年4月から6月にかけて日本経済は激しい金融難に見舞われた。超緊縮予算は国庫収支の大幅な引き揚げ超過を伴うため、経済はデフレの傾向を示しはじめ企業は資金不足に悩んでいた。産業を再構築するための産業資金の供給を、政府に求める民間の要請が高まった。1950年6月、池田は民間の住宅資金を供給する住宅金融公庫を設立して政府系金融機関を設ける糸口を付けた上で、手詰まりになっていた産業資金を作るため、財政資金を活用することにし、大蔵省預金部を改組して1951年4月に資金運用部を設立した。これが後年、高度成長政策を進める上での財政上のテコになった財政投融資になる。
日本専売公社発足
1949年、大蔵省専売局を独立し発足した日本専売公社の初代総裁には池田の推薦により秋山孝之輔が抜擢された。
日銀への影響力の拡大
1950年、産業金融のあり方を巡り一万田尚登日本銀行総裁と大論争が行われ、池田が勝利したことで、大蔵省が日銀に対して圧倒的力を行使するようになった。特に1956年、池田の大蔵省の同期・山際正道が日銀総裁になって以降、池田の影響力が増した。池田は輸出向け金融の制度改革で足腰を強め、重化学工業を中心とする産業の成長を見据えていた。しかし一万田は重工業化政策に反対するなど、池田とは全く逆の財政観を持っていたため、一万田が勝っていたら、高度経済政策は違った形になっていた可能性もある。
通商産業省発足
アメリカ対日協議会（ACJ、ジャパン・ロビーの中枢組織）のドレイパー陸軍次官が池田に「輸出でドル外貨を稼げ」と説得、池田が「ドルがない。綿花を仕入れようにも綿花商人が綿花を送ってくれない」と切り返すとドレイパーが帰国して綿花業者を説得し「日本に綿花を送れ」と指示し、大量に送られた綿花によって日本の繊維産業が急ピッチで発展した。繊維製品と日用雑貨製品のアメリカなどへの輸出増大でその振興を目的として1949年5月、商工省を改組して通商産業省（現：経済産業省）が発足した。
シャウプ勧告と税制改革
戦後税制3つの転機といわれる所得税中心の税制を確立したシャウプ勧告では、ドッジ予算ほど強い権限がないことに着目し、池田はその内容を柔軟に解釈し、勧告の中で示されている以上の減税が可能であるとの立場をとり、1949年度の補正予算に若干の減税をドッジに認めさせ、歴史上はじめて実質上の歳出増ならびに減税の両方を含む補正予算を示した。
池田の評判と評価の変化
池田はドッジと、選挙公約の不履行という民自党内部や各党からの批判、「国民生活の窮迫」という国民の非難との板挟みになり、「インフレではない。ディスインフレ政策である」と強調したため、「ディス・インテリ」という不本意な渾名を付けられた。「池田勇人、鬼よりこわい、ニッコリ笑って税をとる」という戯れ歌が歌われ、池田の憎たらしい面構えの漫画が新聞・雑誌に掲載された。
中小企業の倒産や、企業主家族の心中が相次いだため、記者たちからの意見を求められた池田は「その種の事件が起こるのは当然のことと見ている」と述べ、国民にショックを与えた。1950年6月の参院選では、吉田から「お前が喋らない方が党のためになる」と選挙応援には来ないでくれと言われた。
一方、国内からの反撥を受けながらもドッジ・ラインを実現できるだけの力を示すことで、対米信用を獲得し、大蔵省を足場に政治家としての権力基盤を形成した。ドッジと大蔵省の協議のほとんどに出席したヤング使節団のオービル・マークダイアミドは後年、「ドッジ使節団の成功に最も寄与したのは池田である」と述べた。ドッジやGHQからの池田に対する信頼は厚く、日本の政治家は池田を通さないとドッジと面会できなかったといわれる。それが吉田の池田に対する信頼感を持たせることにも繋がった。

#### 講和の下交渉
1950年、生活の圧迫感からドッジ・ラインの緩和を求める声が国民の間でも強くなり、占領政策自体に対する不満に転化する気配が漂い始めた。この年6月に参院選も予定されていたことから、世論の悪化を恐れた吉田は、池田を渡米させ財政政策の見通しについてドッジに打診させることを目論んだ。
しかし渡米の最大の使命はこれではなかった。ドッジやマーカット少将から「講和の交渉に池田をアメリカに行かせたらどうか」という進言があった。当時、対日占領の経済的負担がアメリカにとって過重となっていて、アメリカ政府の中にも軍事的要求が満足できるなら必ずしも講和に反対しない、という意見が台頭しつつあったといわれる。アメリカは日本を独立させるという条件を提示し、朝鮮戦争に全面的に協力させようと考えていたとする見方もある。
こうして表向きは米国の財政金融事情・税制、課税状態の実情の研究として、実際は講和・安保問題の打診、"吉田からの伝言を預かり、これをしかるべき人に、しかるべき場合に伝える"という、重大なミッションを抱えて同年4月25日、吉田の特使として白洲次郎、宮澤喜一蔵相秘書官と共に渡米した。池田は戦後、日本の閣僚がアメリカの土を踏んだ第1号でもあった。
池田はそりの合わない白洲とは別行動をとり、通訳の宮澤とともに役所や工場の視察を重ねたのち、ワシントンD.C.でドッジ・ラインの緩和を要請した。また池田は近い将来の日本経済の飛躍的発展と、その基盤を成す輸出振興のために輸出金庫（日本輸出銀行、輸銀）設立の構想を持っており、国際通貨基金（IMF）総裁を訪ね、日本政府のIMF加盟、国際復興開発銀行（世界銀行）加入要請、輸銀創設の要請などの話し合いを重ねた。最終的な権限はGHQにあるため、まとまってもそこでは結論は出さずに、形式的にはGHQの決定に委ねる形であった。
5月3日、池田と宮澤が国務省にドッジを訪問、吉田からのメッセージを口頭で伝えた。「日本政府は早期講和を希望する。講和後も日本及びアジア地域の安全を保障するために、米軍を日本に駐留する必要があるであろうが、もし米軍側が申し出にくいならば、日本側から提案する形をとってもよろしい…条約締結の前提として米軍基地の存続が必要だとしても、日本はすぐにでも条約締結の用意がある」などと、日米安全保障条約の基礎を成す内容を伝えた。国務省の立場を非常によくする内容の安保条約的構想のオファーに、バターワース国務次官が「白洲次郎から聞いていたのとは違う。吉田さんがそういうオファーをするなら、これはアチソン国務長官に伝えよう」と言ってアチソンにそれを伝え、アチソンはそれを持って対日講和を含む議題があったロンドンでの外相会議に出席した。コピーのもう一部はダレスとマッカーサーに行き、日本側からそういうオファーがあるならと講和の準備が進められた。
なお、2人とは全くの別行動をとっていた白洲は、吉田からの安保構想は聞かされていなかったといわれ、宮澤は「この時の渡米は白洲さんにとってはあまり重要な任務でなかったのではないかと思う」と話している。白洲は皮肉をこめて「池田勇人というのはアメリカにとてもモテたんです。不思議に数字丸暗記できるという、一種の特技ですよ。日本の国家予算はあの時分はインフレだから、兆でなく何千億ですけど、それを、こういうものはこうでありましてと、ひょうひょうと言うんです。聞く方は口開けて見てましたね。頭脳明晰な、とても偉い人だと思って。アメリカ人はそういうところはわりに感心するんです。第一回の訪米のとき、アメリカの財界人は池田を買ったのです」などと述べている。
帰国後、GHQを差し置いて池田が官吏の給与引き上げ、税の軽減などをワシントンに直接伝えたと、渡米中の池田の言動についてGHQ民政局 (GS) のホイットニー准将とGHQ経済科学局 (ESS) 長だったマーカット少将が激怒した。池田がアメリカで話したことは、日本側では極秘に付されていたが、GHQでは皆知っていた。また池田が「GHQが細部にわたって干渉することは適当でない」と司令部の人員削除を提案したことがマッカーサーに通じていてGHQの反感を買っているといわれた。吉田はドッジラインの譲歩などの池田の渡米みやげを翌月に迫る参院選の政治的キャンペーンに利用しようと考えていたが、吉田はマッカーサーと面会の約束が取れず、池田もマーカットに面会を断られたため、池田の渡米みやげは発表できなくなり、やむなく「おみやげはない」という政府声明を出した。このため池田は蔵相辞職、あるいは追放ではという噂が上がった。池田の窮地を救うため吉田がGHQと交渉し、池田が主張した官吏の給与引き上げ、税の軽減、輸銀創設、IMF、世界銀行加盟、小麦協定（MSA協定）への参加などほぼ司令部から了解が得られ、池田の立場も救われた。占領下という極めて困難な条件の下で、国政の要ともいうべき外交と経済を、吉田と池田が長期にわたって分担したという共通の経験と思い出が、二人の関係をいっそう親密なものにした。以降、池田は単なる数字に強い財政家の枠を超えて吉田に次ぐナンバー2の地位を築く。一方の白洲は帰国後、自身の果たした役割を世に説明することもなく、鶴川に引っ込んで好きな農民生活に戻っていった。
なお、マッカーサーは池田訪米の本当の目的を池田の帰国後まで知らず、報告書を読んで激怒したとする文献が多いが、宮澤は後年のインタビューで「マッカーサーが吉田に講和を薦めた」と話している。
この年6月ダレスが、講和条約起草という目的を持って来日し、以降吉田との話し合いが進んだ。1951年9月8日、サンフランシスコ講和条約が調印されるが、講和会議に出席した全権団のメンバーで講和条約に関わったのは池田だけである。当時当選1回で、しかも外相でもない池田が全権メンバーに加わったことに異議を唱える者も少なくなく、宮澤でさえ「これは、相当の贔屓だな」と思ったという。対日講和条約と日米安全保障条約が調印（後者は吉田のみ署名）した後、ドッジらと会談も行われ、占領中に生まれた対米債務が主に議論された。

#### 講和・独立後の政権運営
産業金融システムとして池田が設立したのが政府系金融機関である輸出金庫（日本輸出銀行、輸銀）と日本開発銀行（開銀）である。日本の再興期に於いて、当時の四大重点産業である電力、石炭、海運、鉄鋼など、輸出力のない基幹産業に、当時の民間銀行は資金不足で投資ができず、財政余裕資金を国家要請に基づき、それらの分野に重点的配分し、基幹産業を復活させる目的を持った。本来は1947年に設立された復興金融金庫（復金）が面倒を見るべきであったが、ドッジは復金は超インフレの元凶とみて反対し、GHQの純粋主義者は戦前・戦中の国策会社的なものは一切認めないという態度を崩さなかった。復金は融資を受けていた昭和電工が1948年に事件を起こしたことで（昭和電工事件）、経済安定本部が監督していた復金を池田が大蔵省指導へ移していた。「どこか他に上手い資金源はないか」と池田が思案し思いついたのが米国務省からの見返り資金と政府が運営する郵便貯金であった。郵便貯金は明治時代から存続し、大蔵省の預金部資金として集められ、スキャンダルや様々な政治目的のための不正使用の歴史でもあったが、占領期間中、GHQはこの資金の用途を地方債の引き受けに限定していた。インフレが収まると預金者が充分信用してない銀行ではなく、郵便局に預けるようになるにつれ資金量が増えていた。池田はこの二つの資金を重要プロジェクトに利用したいと考え、ドッジと協議に入った。池田は輸銀と事実上復金の再生である新しい機関・開銀の設立を提案、うち輸銀に関しては資本財の輸出促進のため、銀行から通常借りられるよりもっと長期の資金が必要であるという池田の主張をGHQは理解して受け入れ、見返り資金と政府の一般会計からの資金、合計150億円を資本金として1951年2月1日に輸銀は営業を開始した。
もう一つの開銀の設立は輸銀より難航した。開銀設立は池田が「戦後日本に特殊銀行がなくなり、復金は機能を失い、見返り資金も将来なくなることを考えると、何らか新しい特殊金融機関が必要でないか」とドッジに提案したのが最初である。しかし池田のたび重なる要請にもかかわらず、ドッジは開銀は資金運用部資金（郵便貯金）から借り入れることを許さなかった。1951年になってドッジはやっと政府の特別プロジェクトへの郵便貯金特別会計からの支払いを認めた。但しその資本金は見返り資金から100億円を供出したのみで、金融債の発行や外部からの原資の調達は行わない、貸し出しの際も運転資金は取り扱わないなどの厳しい条件をつけた。
こうして1951年4月、開銀は設立された。開銀は調整プールの役割を演じ、業績が好転した産業からの回収金を、資金の欠乏している産業に再貸出した。両銀行設立にアメリカが見返り資金を提供したのは、日本を朝鮮戦争の兵站基地とすべく日本の財閥解体を中止させ、軍需産業の復活を狙っていたためともいわれる。池田が輸銀の初代総裁には河上弘一、開銀の初代総裁には小林中とそれぞれ腹心をあてた。輸銀と開銀は官僚の直接支配から独立した形での銀行であり、どちらもドレイパーやドッジ、マーカット、つまり米国の意向に沿ったもので、どちらも池田の指導・監督下にあり、池田は大手企業にも隠然たる力を発揮できるようになった。産業界への資金供給の主要な役を日銀の一万田総裁から取り上げたため、小林はこれに恩義を感じ、以降財界の池田シンパの中心的な存在になった。小林は開銀の頭取として民間企業へ見返り資金1400億円を融資し、その謝礼として借り手から保守政治家に対する献金を受け取り、政財界に絶大な影響力を持つようになった。5年以上に及ぶ在職期間中に小林が振るった権力は日銀総裁を凌ぐものだった。朝鮮特需により大企業はこの二つの銀行をフルに利用し、日本経済を大きく飛躍させた。自身の資金源確保という一面もあるにせよ、池田はこの占領下時代に、日本の高度成長期の礎をすでに築いていたのである。輸銀と開銀は行政上は大蔵省の管轄下にあったが、政策面では通産省が支配的な力を振るい、大きな力を持つようになった。
1952年には、池田主導の下に長期信用銀行法が成立し、旧特殊銀行であった日本興業銀行と新設の日本長期信用銀行（以下、長銀）が長期金融を担当する民間金融機関として改めて誕生し、官民ともに長期資金の供給体制が確立した。長銀の第二代頭取には池田が日本勧業銀行での権力闘争に敗れた浜口巌根を据えた。これら政府金融機関による融資は、貧弱な社会資本充実のために「国営・準国営事業」や「公共的事業」に対しても行われ、1953年度から財政投融資資金計画として「公社」に再編された国鉄と電信電話事業及び帝都高速度交通営団・郵政事業特別会計・特定道路整備事業特別会計（のちの日本道路公団）・電源開発株式会社・日本航空株式会社などにも投資された。池田は税務畑の出身で、本来金融は畑違いだったのだが、苦心の対米交渉が実を結び、金融分野で思わぬ業績を挙げたことが得意だったらしく、「大手町界隈は、オレの作った銀行ばかり。池田銀行街になったな」とよく自慢していたという。1949年「従来の一県一行主義に固執することなく、適当と認めるものは営業を許可する方針である」と表明し、この政策転換により1951年から1954年にかけて北海道銀行、東北銀行、千葉興業銀行、東京都民銀行など全国に12の新銀行（戦後地銀）が設立された。この他、戦後の投資信託（投信）復活は、証券業界の要望を受けた池田が1951年に議員立法で投信法を提出し、証券会社が委託会社を兼ねることにGHQは難色したものの成立、同年6月の「証券投資信託法」公布が切っ掛けである。野村、日興、山一、大和の四証券会社を皮切りに計7社が委託者登録・投信募集を開始し、これを機に株式投資ブームが興り、このブームを背景に増資ラッシュが起こったといわれる。戦後の様々な金融機関の設置はドッジ・ライン下で行われたため、事実上、池田・大蔵省が戦後日本の経済体制の基本を形成した。
吉田内閣は、成立当初は白洲次郎が吉田の懐刀のような仕事をしていたが、経済政策が政治・外交と結びついて展開していったため、池田が入れ替わって吉田の右腕になっていく。池田の自由党とは反目になる1954年の日本民主党結党時のころの池田の政財界への影響力について椎名悦三郎は「三木さんが岸さんを幹事長にしたのは、自由党に財政通の池田君がいて、ずっと表裏の蔵相をつとめて大蔵省を仕切っていたからだ。あの当時は実業界もがらがらと変わり、みんな追放になったから総務部長程度が大幹部に収まっていた。財界といっても、勘定は少し儲かっていたが銭はない。しかし税金は納めねばならない。そこで大蔵省に頼み込み、税金を年賦にしてもらったり、復興金融金庫に融資を依頼したりした。財界はみんな池田参りをしてね。どいつもこいつも、池田君に助けられていた。だから財界に対する池田君の力は隠然たるものがあった。こちら側で池田君に対抗する人物は岸さんしかいなかった」と話している。ドッジ・ライン以降、池田が首相として「所得倍増計画」を打ち出すまでの12年間は、一貫してアメリカとの交渉を通じて対米信用を獲得しつつ、日本の経済復興を推進した時期といえる。
経済の停滞は続いたが、ドッジ・ラインという劇薬と、1950年6月の朝鮮動乱勃発による特需ブームにより、ようやく戦後の日本経済は不況を脱した。また見返り資金の管理を重要視したドッジが、大蔵省から独立した見返り資金管理官という次官級または大臣級のポストを新設してはどうかと池田に相談し、池田が吉田と相談し大蔵省内に次官クラスの役職として1949年6月に財務官という役職を新設し、初代の財務官には渡辺武を任命した。また同月、大蔵政務次官として部下となった京大の後輩・水田三喜男を可愛がり、後の第1次池田内閣で大野派ながら『所得倍増計画』を推進する大蔵大臣に抜擢した。
1951年、正力松太郎からの要請で、日本初の民放テレビ・日本テレビ放送網設立のための資金を財界人から調達。同年、日本医師会の田宮猛雄会長、武見太郎副会長から請求された健保の診療報酬大幅引き上げは、1954年の「医師優遇税制」と形を変え導入された（詳細は後述）。1951年の増田甲子七の自由党幹事長起用あたりから、自由党の人事にも関わり、吉田から相談を受けるようになった。1952年1月、戦死者遺族援護費をめぐり橋本龍伍厚生大臣と対立し、橋本が辞任した。
1952年8月、吉田と密談を重ねて抜き打ち解散を進言する。自由党の中でこの解散日を知っていたのは、吉田と池田以外は保利茂内閣官房長官と麻生太賀吉の二人のみで、その二人も池田が後から伝えたといわれる。衆議院議長の大野伴睦も自由党幹事長・林譲治さえ知らなかった。選挙資金の準備が整う前に抜き打ち解散をすれば、自由党の圧勝、鳩山一郎一派への大打撃になると池田が読んで吉田に進言したものであるが、自身の選挙も危ないという事情が一番にあった。当時公職追放を解除された恩人の賀屋興宣は東京から出馬することになったが、永野護が同じ広島2区から立候補することになり、石橋湛山が当時盛んに池田財政の非を訴え、広島にも乗り込んで煽っていた。
講和の下交渉の際に打診していた日本の国際復興開発銀行（世界銀行）と国際通貨基金 (IMF) 加盟が認められ、選挙期間中の9月にメキシコシティで開催された総会に宮澤を伴い出席。ユージン・ブラック世界銀行総裁に只見川の電源開発資金（只見特定地域総合開発計画）の借り入れを打診し賛同を得た。またスナイダーアメリカ合衆国財務長官とドッジ国務長官顧問から後にMSA交渉で展開される軍事援助の問題を伝えられた。一本立ちした日本の大蔵大臣として、世界各国の蔵相や中央銀行総裁と、初めて対等の立場で物が言えた。池田は数多い外遊の中でも晩年までこのメキシコ行を懐かしんだという。
しかし帰国すると吉田一派と鳩山一派の対立は、手が付けられない状態となっており、やむなく池田と広川弘禅農相とで、吉田批判の元凶と目した石橋と河野一郎の除名処分を強引に決め、吉田に進言して実行させた。当時、林譲治、益谷秀次、大野伴睦の「吉田御三家」といえども、池田、佐藤という新興勢力を抑えられなくなっていた。
同年10月30日に発足した第4次吉田内閣では、通商産業大臣と経済審議庁長官を兼務し入閣した。この時、電力の分割民営化を目指す松永安左エ門が、三鬼隆、水野成夫、工藤昭四郎らの電力統合派と政府委員会で争うが、多勢に無勢で敗北濃厚となり、通産大臣の池田に直談判して来た。池田は松永の熱意に驚き協力を約束して形勢が逆転、その後電気事業再編成令の発令による分割民営化（九電力体制）が成された。これをきっかけに、松永が池田を可愛がるようになった。松永との関係が後の水主火従から火主水従というエネルギー切り替えに繋がった。
戦後GHQは保守化した農村を共産主義からの防波堤にしようと「農地法」の制定を農林省に命じた。与党自由党や農林省は反対したが、GHQと同様の考えを持っていた池田は保守の支持基盤ができると考え、池田の強い働きかけによって同法は1952年7月成立した。「農地法」の制定によって農地改革による零細な農業構造が固定され、規模拡大による農業発展の道は閉ざされた。戦前から有力だった農村の共産主義、社会主義勢力は消滅し、農村は保守化した。池田の狙いは見事に実現し、保守化した農家・農村は農協によって組織化され、農協が自民党の集票基盤になった。農協は自民党政権下で、最大の圧力団体となっていった。

#### 度重なる問題発言

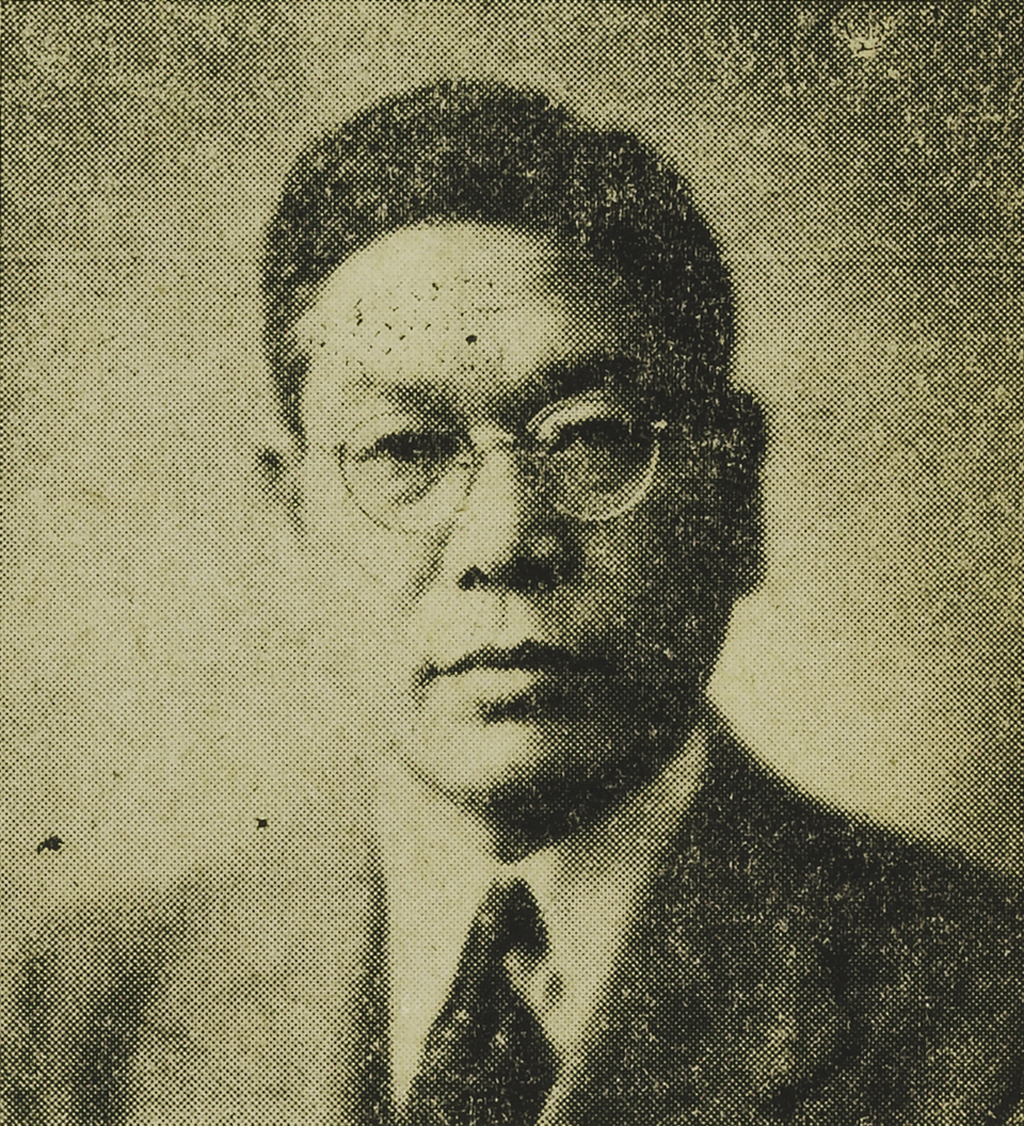
池田勇人（1952年）

池田は吉田からの信認厚く、その自信過剰のあまり問題発言を連発し、物議を醸すこともあった。大蔵・通産大臣（第3次吉田内閣）時代の1950年3月1日、「中小企業の一部倒産もやむを得ない」、さらに12月7日、「貧乏人は麦を食え」と発言したとしていずれも問題となる。占領軍の権威を笠に着る吉田の、池田はその代弁者ということで攻撃を浴びた。また1年生で蔵相に起用されたことで、与党内はもちろん、野党議員まで反発し、国会でいろいろと意地悪をされたという。池田自身も吉田に目を懸けられ得意気になっており、衆院本会議で質問に答弁しようとする閣僚を制して「これらが、いずれも予算に関係がありますから、私から代わってお答えします」と勝手に答弁をするなど、一人で内閣を背負っているような気持ちになっていた。日ごろから「池田というのは若いくせに生意気だ」という空気があり大問題になった。"貧乏人は麦を食え発言"をやったときには、委員会が騒然となり、「放言だ!」「重大問題だぞ!」と声が上がり、池田叩きのネタをつかんだ新聞は「またやった!」と大喜びした。
1952年11月27日、加藤勘十（社会党）の「中小企業発言」の確認に対し「経済原則に違反して、不法投機した人間が倒産してもやむを得ない」とまた問題発言をしたため、翌日に野党が不信任決議案を提出した。吉田政権は与党内に激しく対立する反主流派を抱えており、その一部が採決時に欠席したことにより、不信任案が可決された。日本国憲法下での唯一の閣僚不信任である。閣僚不信任決議に法的拘束力はないが、無視した場合には内閣不信任決議にもつながりかねない状況であったため、池田は決議に従って大臣を辞任した。このとき、中小企業の育成に尽くしてきたという自負から、池田は発言を撤回しなかった。

#### 雌伏期から自民党の大物政治家へ
失言の度に、大衆の反感をかったことから、いかに大衆と結びつくべきかを考え、後の大衆に向けてのサービス精神を養った。この不信任案可決以降、池田に近い党人グループが「池田を慰める会」を設け、定期的に会合を開くようになった。このころから池田は派閥を作ろうという気を持ち「将来、おれを総理にやるんだ」といい始めた。
その後も党・政府の要職を歴任する。1953年自由党政調会長に就任。政調副会長には水田三喜男や前尾繁三郎など政策通を取り揃え「大政調会」と謳われた。実力は相当で、大蔵官僚は池田の許に何かと通い、人事から政策まで逐一相談した。当時の副総理は緒方竹虎だったが、池田は「もう一人の副総理だ」の声まで上がった。八方塞がりだったこの時期に池田がこれ程の力を持てたのは、吉田から変わらずに寵を受けていたことに加え、自身が築き上げた大蔵省内外に張り巡らせた人脈と政策力のためである。また松野頼三は池田の下で政調副会長として鍛えられ、政策通としての素地を作った。松野は「政調会長は権威がないかも知れないけど池田は権威があった。大蔵大臣は何をしているのだろうと思うくらい、全部池田がやっていた」と述べている。
1953年5月、朝鮮戦争休戦協定と前後してMSA問題が表面化。MSAとは米国が1951年10月に作った相互安全保障法のことで、対外経済援助と米国の世界軍事体制を結合させる役割を担うものだったが、米国はこのMSA援助を日本にも適用し、朝鮮戦争で用いた兵器を日本に転用して日本の防衛力を増大することを目指していた。これに対して日本側では、財界が朝鮮特需に代わる経済特需をこのMSA援助に期待しており、両者の思惑が食い違っていた。8月にダレス国務長官が訪日、吉田に保安隊増強を提案したが不調に終わったため、防衛問題と経済援助での日米間の意見調整を目的として、10月、池田が吉田個人の特使として、宮澤と愛知揆一を伴い渡米。池田・ロバートソン会談で再軍備を巡る交渉（MSA協定）が行われた。烈しい交渉の結果、自衛力増強の努力を続けることで日米間の合意が成立した。
この交渉がきっかけとなって自主防衛への取り組みが進み、防衛庁新設、自衛隊発足、秘密保護法成立などの安保政策につながった。また、農産物取引によって米国の余剰農産物を受け入れたことによって日米間の農産物貿易自由化・日本の食卓の洋食化が進んだほか、教育分野でのいわゆる「逆コース」（教育二法による日教組の影響力の排除や、道徳・倫理の科目増設など）のきっかけにもなった。

#### 政界再編成と宏池会の結成
1954年の造船疑獄で東京地検は、政治資金が豊かな池田と佐藤に焦点を当てて捜査を進めたが、佐藤逮捕の寸前に犬養健法相の指揮権発動によって免れ、事件そのものがうやむやになって池田の関与の有無も判然としないまま終息した。この事件で池田は参考人として事情聴取を受けたにも拘らず、5ヵ月後の同年7月26日、佐藤の後任として自由党幹事長（12月29日まで）に就任。同年、重光、鳩山一郎、三木武吉、松村謙三ら党内非主流派と改進党による新党結成（日本民主党）の動きを見て、幹事長として自由党丸ごと新党なだれ込みを策したが、吉田退陣を明確にしなければ自由党丸ごとの合流は認めないと拒否され、新党に近づく岸と石橋を自由党から除名した。石橋は恩人ではあるが、反吉田派と吉田派という立場で長く敵対関係にあり、この時点で亀裂があった。1955年の保守合同に参加することは、鳩山を擁する三木武吉や河野一郎、岸らに頭を下げることになり吉田派は迷った。池田は反対グループの中心的存在だったが、現実的に判断し吉田派全体を長老の林譲治・益谷秀次とともにまとめて自由民主党に参加する。吉田にも入党を勧めたが佐藤が反対し、吉田と佐藤は無所属になった（吉田・佐藤の自民党入党は1957年2月）。
1954年12月から1956年12月までの鳩山内閣の2年間は、完全に冷や飯を食わされた状態になる。また鳩山政権下で吉田派は池田と佐藤の両派に次第に割れてゆく。政争の一環として、鳩山政権全期間にわたって大蔵大臣を務めた一万田尚登へ、背後から大蔵省に影響力を行使して嫌がらせをした。池田は一万田とは比較にならないほどの政治力を持っていた。ただし1956年5月の日比賠償協定締結には、藤山愛一郎に頼まれ、強く反対する大蔵省を抑えるなど協力している。吉田一派は親米嫌ソだったため、日ソ国交回復の際には、池田は「人気取りの思い付き外交、しかも国際的地位を傷つける二元外交」などと激しく反対し、「モスクワに行くなら脱党だ」と息巻いたが、前尾がやっとの思いでなだめ思いとどまらせた。ドッジ、吉田という2人の強力な庇護者が権力を喪失した上、保守合同による新党結成の働きが大であった緒方竹虎という強力なライバルの台頭により、池田は鳴かず飛ばずの状態になった。保守合同の過程とこの後の岸内閣期に池田は岸と対立、または妥協したが、それには次期首相への伏線が張られていた。
1956年12月の鳩山退陣に伴う後継争いで池田は石井派に加担、打倒岸へ向けて動いた。石井派は文教や財政の専門家は多いが党務の経験者がおらず、短期間でも自由党幹事長を務めた池田の系列の議員が選挙の指揮を執った。岸反対で共通する石橋支持派の参謀・三木武夫と2、3位連合の政略を立てた仕掛けが成功、石橋湛山が決選投票で岸を僅差で逆転した。一説には、石橋が総理になった方が自身が蔵相として復帰できると計算、石橋が2位になるよう自派の票を石橋に流したといわれる。同年12月23日に成立した石橋内閣で、石橋は積極財政を展開するため蔵相に池田を起用しようとし、党内から猛反発を受けたが「他の人事は一切譲ってもいいから」と池田蔵相に固執し大蔵大臣を引き受け、石橋・池田コンビは「1000億円施策、1000億円減税」という積極政策を打ち出す。この「1000億円施策、1000億円減税」というアイデアは、決選投票後に池田が石橋に伝え、石橋が概ね賛成した。1961年から1964年までアメリカの大統領経済諮問委員会議長を務めたウォルター・ヘラーが後にジョン・F・ケネディの減税政策にこのキャッチフレーズを真似たともいわれる。しかし同内閣が2か月の短命に終わり、池田も後継候補に挙がったが党内の抵抗があり、石橋の療養中に臨時首相代理を務めた外相の岸が後継となる。
1957年2月、第1次岸内閣となり、政敵の岸に抱き込まれ大蔵大臣を引き継ぐ。岸は、金融政策を含め、経済政策を池田任せにした。ここで岸とコンビを組み、政官一体を演出するが、1957年7月の内閣改造で、岸が日銀寄りの一万田を蔵相に起用。池田は他ポストへ横滑りを要請されたが「蔵相以外はノー」と蹴飛ばし閣外に出て党内野党に転じる。しかしこの雌状期に池田を支える後援組織が整い、政権への道が地固めされていく。それは政治力だけでなく、後の「所得倍増計画」に繋がる池田の政策路線が確立される過程でもあった。すなわち、健全財政と積極主義とを結びつける理論的裏付け、そして世論を取り込む政治的スローガンの獲得であった。1957年10月ごろには旧自由党の吉田派を佐藤と分ける形で自らの政策集団・派閥である宏池会を結成した。宏池会は経済を旗印にした初めての政策集団であり、自民党派閥の原点といわれる。宏池会は1957年10月に機関紙「進路」を発刊し公然と派閥を旗揚げした。これを見た自民党執行部が、岸の意向を受けて「党内の派閥を解消すべきだ」と唱えだした。国民が自民党内の"派閥"の存在を明確な図式として意識するようになったのはこの時からだった。
宏池会の政策研究会「木曜会」のメンバーだった下村治をはじめとするエコノミストや官僚系議員たちとともに、このころから「所得倍増」の基となる政策構想を練り上げていく。下村ら研究会の論争は宏池会事務局長・田村敏雄を通じて池田に報告された。池田の"勘"と下村の"理論"を結びつけたのは田村で、3人の独特の結びつきの中から『所得倍増』は生み出されたといわれる。池田は大蔵省の税務畑を歩き、その実務に通暁していた。同時に数字について異常な関心と能力があり、経済現象の予見を可能にした。池田の頭の中には、数字で構成された世界ができており、下村たちの理論が池田の頭脳の中で強い反応を起こして導き出されたのが「所得倍増論」である。
また財界人のバックアップも、この時期強化された。池田は大蔵省出身者の集まりは勿論、桜田武や永野重雄、近藤荒樹、小田原大造、廿日出要之進といった広島出身者、奥村綱雄や太田垣士郎、堀田庄三、堀江薫雄ら、五高や京大の学閥の集まりや支援者を既に持っていた。他に吉田が「池田の将来のため、みんなで応援してくれないか」と財界人に声をかけて作られた「末広会」という財界四天王を中心として集まったものや、松永安左ヱ門が池田の支持者を集めて作った「火曜会」などがあり、これほどの人脈が参集したケースは歴代内閣でも例を見ないといわれた。。特に池田と同じ明治32年生まれで集まる小林中ら「二黒会」のメンバーとは親密な付き合いだった。財界四天王に鹿内信隆を加えた少人数で話し合う会は極秘中の極秘だった。経済担当相を歴任した池田は、財界とのつながりが深く、財界も特に戦後の資本主義的再建に果たした池田の手腕を高く買っていた。吉田やドッジの庇護から自立しながら政治的地位を引き上げなければならなくなった池田は、異能なブレーンやアドバイザーを多く擁して足場を固めた。また保守合同をめぐり佐藤との関係が複雑になり、佐藤の実兄の岸が総理になったことで吉田とも距離を置くようになった。
1958年、話し合い解散による同年5月の総選挙では、岸派、佐藤派、河野派、大野派の主流4派から外された池田派は、自民党から公認が得られず、大半が非公認のまま選挙を戦った。池田は自派全ての候補者の応援に回り、のちに池田の妻が秘書に「あんな強行日程は組まないで欲しい」と言われたほどの強行軍の結果50名が当選、岸派57名に次ぐ第2派閥に躍り出る。しかし選挙後の第2次岸内閣では、主流四派で組閣が進み、池田には最後に防衛庁長官を提示された。しかし岸政権への協力が政権獲得の近道と見て、無任所の国務大臣を引き受ける。11月、アメリカシアトルで開催されたコロンボ会議に出席し、アメリカの中間選挙で大勝したアメリカ民主党の財務長官・ジョン・W・シュナイダーにお祝いを言った際、後に標語として用いた「寛容と忍耐」という言葉をシュナイダーから聞いたと言われる（諸説あり）。反岸を鮮明にし同年12月31日、岸の警職法改正案の審議をめぐる国会混乱の責任を迫り、池田、三木武夫、灘尾弘吉の三閣僚で申し合わせ、揃って辞表を叩きつける前例のない閣僚辞任を画策。岸が辞任を認めないため、今度は反主流派三派、池田、三木、石井らで刷新懇談会を作るなどして岸と主流四派を揺さぶり、また行政協定についても、三木や河野一郎らと謀り、そろって改訂を主張して岸に圧力をかけた。保守合同以来、はじめての自民党分裂の危機だった。
1959年2月22日、郷里の広島に戻り、広島市立袋町小学校の講堂で行われた時局演説会にて、後に歴史的なキャッチコピーとも評される「所得倍増計画」「月給倍増論」を初めて口にした。同年6月18日の第2次岸改造内閣では、「悪魔の政治家の下にはつかん」と断言していたが、岸が「陛下が、政局の安定、ひいては内閣の統一を希望している」と持ちかけ、池田を感動させた、岸と佐藤の使い・田中角栄から「政局の安危は貴方の閣内協力にかかっております。天下のため入閣に踏み切って下さい。そうすれば次の政権は貴方のものです」と口説かれて、あるいは影のブレーン・賀屋興宣が「内閣に入って首相を狙え」と口説かれたともいわれるが、大平は「あの時は、1日に株が30円も下がって、内閣改造がもう1日のびたら岸さんは、これを投げ出すという段階に来ていたから、再入閣は私がすすめた」と話している。大平以外の側近は「たった半年で変節したら世間から何と言われるか」などと猛反対していたが、池田自身も後述する理由から無視して通産大臣に就任した。保守政界の一方の雄として政治家池田の擡頭を印象付けたが、ここで岸内閣の閣内にいたことは大きな意味を持った（後述）。安保闘争が激化した同年6月には、自衛隊の治安出動を強く主張した。治安出動に強硬だったのは、池田と川島正次郎幹事長だった。

### 内閣総理大臣

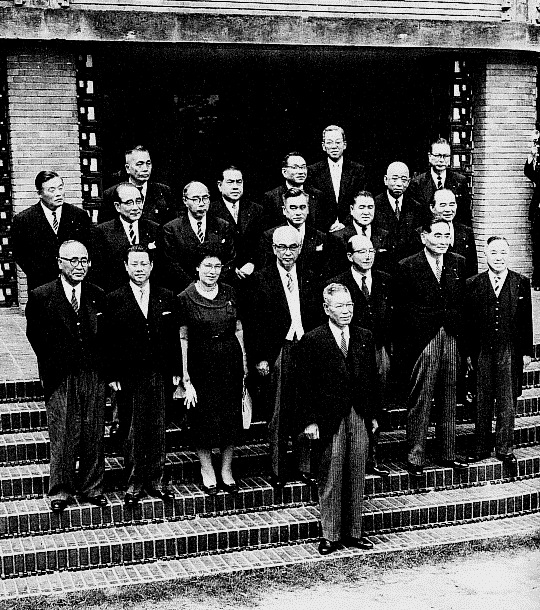
1960年7月19日に発足した第1次池田内閣

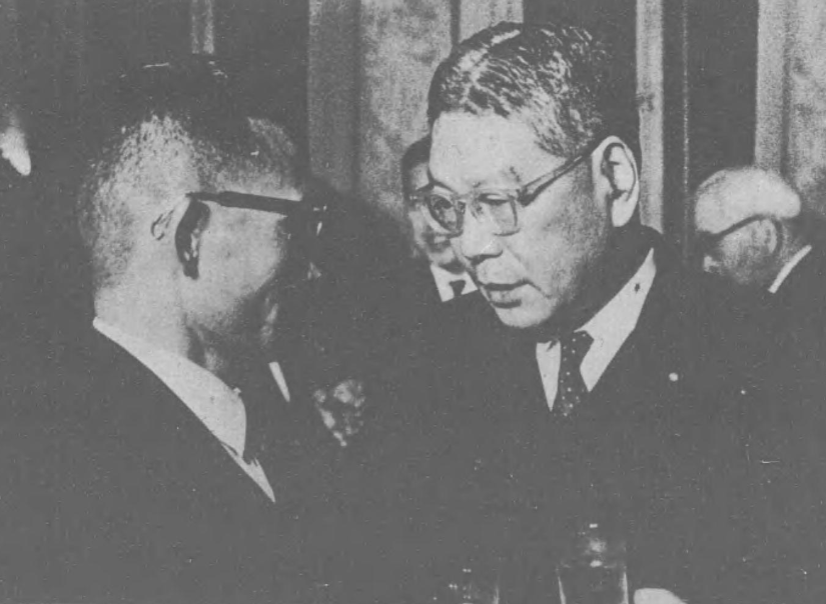
朴正熙大統領と池田（1961年11月11日）

安保闘争と差し違えで倒れた岸内閣の後継として、池田は1960年7月19日に内閣総理大臣に就任、第1次池田内閣が発足する。
池田の総裁選出時の祝賀会で岸が右翼に襲撃を受けて負傷する、閣僚選出に当たっては女性（中山マサ）を大臣に初めて起用するなど注目を浴びる船出となった。
池田政権はその後、2度の解散総選挙と4度の内閣改造を経て、1964年11月9日まで続く長期政権となった。
池田は安保闘争の時の強硬な立場から、安保改定を強引に押し通した岸政権の亜流になるのではないかと見られていた。しかし、池田は60年安保を通じて、テレビをはじめとするメディアが大衆の世論形成に影響を与えることを肌で実感し、それを逆に利用する戦略をとる。吉田内閣時代や安保闘争で定着していた自身の反庶民的・高圧的なイメージを払拭することに努め、「低姿勢」「寛容と忍耐」の信条をテレビを通じて国民に見せ、「庶民派」を演出した。一方、重要政策と見られていた安保・外交や憲法などを封印し、数年来自身のブレーンらとともに懐で温めていた「所得倍増計画」を池田内閣の目玉政策として発表、日本の社会を「政治の季節」から「経済の時代」へ巧みに転換した。さらに、内閣総理大臣官房広報室（現・内閣府大臣官房政府広報室）の機能を拡充させ、現在のタウンミーティングのはしり（当時は「一日内閣」と呼称）も行われた。
1960年11月の総選挙では、当初は安保を争点とするつもりであった社会党など野党もあわてて経済政策を前面に出すなど、選挙戦は自民党のベースで進み、結果は戦後最高となる301議席、自民党の圧勝であった。さらに、社会党は得意としていた「貧困対策」を自民党の「所得倍増計画」で先取りされ、安保闘争からの党勢拡大の勢いが頭打ちとなり、結局社会党は自民党を議席数で上回ることが一度もなかった。
また、所得倍増政策の一環として、国土計画の第一歩である「全国総合開発計画」（全総）を発表（1962年10月）、太平洋ベルト地帯の形成を始め、政府主導のインフラ設備投資が始まる。後に、自民党の政治家と後援会は選挙区への公共事業の誘導で密接なつながりを形成し、自民党は1970年代の派閥政治へと向かってゆく。
通商政策としては、自由貿易が日本の先進国入りには不可欠であるとの認識を持っており、首相在任中に、輸入自由化率を43%から西欧諸国並みの93%にまで引き上げた。池田は自由化を推し進めるために、選挙区内のレモン農家までを敵に回した。さらに、石油の輸入自由化によって石炭は斜陽産業となり、炭労や社会党の打撃となった。その一方で、労働者保護のための社会保障政策の拡充も成し遂げられる。
文部行政としては、それまでの文科系学問の優遇（国庫補助など）を改め、技術革新による経済成長に対応させるために、医学をはじめ理工系を重要視した予算を組んだ。また、高等専門学校（高専）の設置も進んだ。
第一次産業に関しては、1961年に農業基本法を成立させ、遅れていた農業の近代化に取り組んだ。この政策においても、利益団体との癒着が見られるようになる。
また、総理在任中に行われた朝日新聞社の世論調査においては、鳩山内閣から宮澤内閣までの全自民党政権を通じ、唯一内閣支持率が内閣不支持率を下回った事がなかった。

### 総理退陣・死去

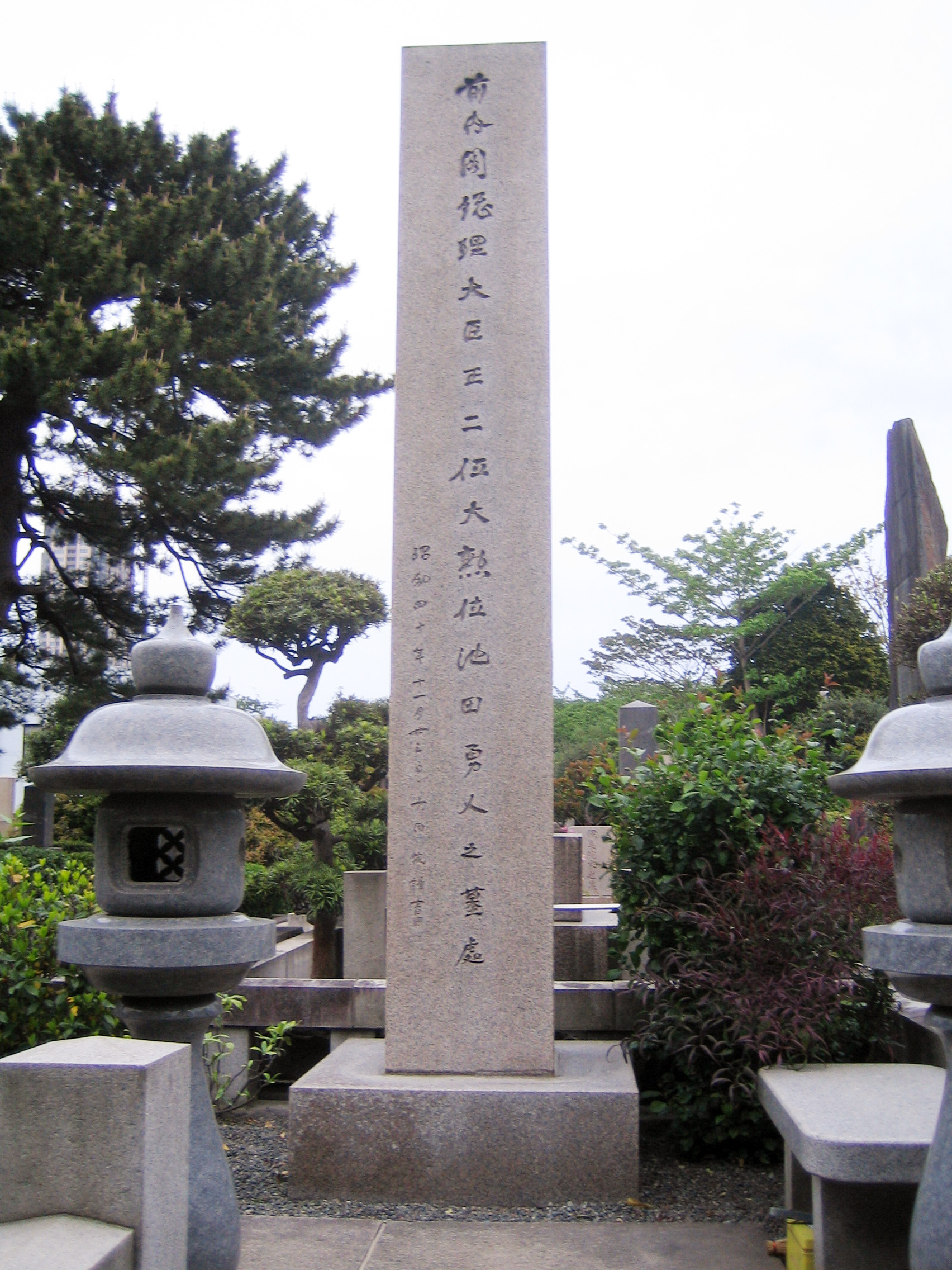
池田の墓

1964年7月、第3次鳩山一郎内閣から始まり9年間に及んだ憲法調査の結論である「憲法調査報告書」（本文1,200頁、付属文書4,300頁）の完成を見たのちの9月9日、国立がんセンターへ喉頭癌の治療のため入院した。すでに癌は相当進行していたといわれる。
病名は本人に告知されることなく、「前がん症状」と発表された。政治家、とりわけ首相や実力者が病に倒れた場合には政局変動の要因になるため、その病状がひた隠しされることが通例と言われる。池田の場合も池田派の側近議員らが癌であることをひた隠し通した上で、任期を残して退陣する演出を行った。翌10月、東京オリンピック開会式と閉会式には病院を抜け出して出席した。閉会式直後の10月25日に退陣を表明、自民党内での後継総裁選びの調整を見守った上で11月9日の議員総会にて佐藤栄作を後継総裁として指名した（池田裁定）。後継総裁選びを、退陣予定の総裁の指名に委ねた戦前・戦後を通じて最初のケースであった。
その後療養に努めたが、1965年7月16日の検診で癌が広範囲に転移していることが判明、7月29日東大病院に入院。がんは食道、肺に転移している状態だった。8月4日手術をしたが手術後肺炎を起こし1965年8月13日12時25分に死去した。65歳没。池田の死去の3日前には池田の下で法務大臣を務めた高橋等が62歳で死去しており、さらに7月8日には国務大臣を務めた河野一郎が67才で急死していた。死没日付をもって特旨を以て位六級を追陞され、正五位勲四等から正二位大勲位に叙され、菊花大綬章を追贈された。追悼演説は同年10月11日、衆議院本会議で和田博雄により行われた。
葬儀は自民党葬で執り行われた。墓所は青山霊園。

## 評価

### 経済重視の姿勢
池田以前の戦後の保守政党出身の歴代首相の関心はもっぱら独立と戦後処理の外交で、吉田内閣は講和独立、鳩山内閣は日ソ国交回復、岸内閣は安保改定と、歴代内閣はいずれもハイポリティックスのレベルで大きな課題を処理してきた。それが左派勢力から「逆コース」と批判を受け、1960年の安保闘争で頂点に達した。一方で、内政面での政策はほぼ各省の立案に頼っており、経済政策を全面に押し出す首相はいなかった。池田は、吉田内閣では大蔵大臣として外交に傾注する吉田に代わり経済政策を主導したが、岸内閣ではハイポリティックスの安保改定を特に強硬に主張していた。政権発足当初は池田内閣は"岸亜流内閣"というのが世間一般の見方で、政治・軍事を中心とする外交の課題を前面に押し出してくると考えられていた。
政権発足時に秘書の伊藤昌哉が「総理になったら何をなさいますか」と尋ねると、池田は「経済政策しかないじゃないか。所得倍増でいくんだ」と答えたが、伊藤は池田が本気で「所得倍増計画」に取り組むとは思っていなかった。側近の前尾繁三郎も大平も宮澤も反対した。財界も池田は切り札だから、安保のような状態で泥まみれにして殺してしまうのはまずいと考えていた。池田が額面通りに経済政策を推し進め、徹底した岸の裏返しに出てくるとは、誰も信じていなかったのである。しかし池田は「火中の栗を拾う。これで駄目でも結構だ」と腹をくくった。また「国民の人心を一新するためには経済政策しかない」との強い使命感を抱いていた。とかく「ゼニカネのこと」を軽視、蔑視しがちだった、それまでの政治指導者とは、ひと味違った政治目標を掲げたといえる。
しかし、当時国民を広く覆っていた経済観では、この難局を経済重視で乗り切れると想像することは難しかった。貿易自由化を進めて日本を重化学工業の国として高度成長させると提唱しても、当時は日本が欧米先進国に伍して、世界市場で競争しようとするなどということは無謀だと思われていた。貿易自由化などは日本市場をいたずらに欧米製品の餌食にするだけで、資本力の弱い日本の産業はすべて欧米の巨大資本に踏み潰され、下請けの部品メーカーになって生き延びられれば上出来などと論じられていた。精密な軽工業製品・酪農・観光で生きる"東洋のスイス"という、敗戦直後に社会党首班の片山哲内閣が描いたヴィジョンは、まだ根強く生き残っていた。伊藤はこの経済観の転換について、「池田という人は経済を中心に政権に近づいたのですが、政治家と財政家がひとつである、という珍しいケースです。普通この両方は兼備しないものです。ケンカは好きですね。うまいですよ。政治的判断は素晴らしいものがありました。一旦決めたら動かない。それまでは柔軟な姿勢ですがね。あの激動期に頼りになる、それが経済の面でも現れる、財界人でも政界人にもファンができるわけです。『所得倍増政策』を成功させたものは、下村の理論と勉強会と池田の鋭いカンです。政治の上に経済学的な科学性を導入した。それまでの政治はいわば腹芸だった。この科学的な政策によって、池田が革命期とも激動期ともいえる一時代を開き得た。あの頃"所得倍増"なんて誰も信じてませんでしたよ」、「いちばん重要なことはオリエンテイションです。こっちへ行けばいいんだと示した点で、池田は大変大きな仕事をしたと思います。そのことから外交問題を解決する経済力が出てくるわけです。池田は経済合理主義という形で政治というものを変えた。これはそれまでの政治には全然なかったと思います」などと述べている。萩原延壽は「池田内閣の経済優先主義は、統治技術という点からみても、極めて巧妙なものであった。政治の分野における低姿勢にもかかわらず、経済の分野においては、極めて強気な態度をとり続けた。池田は1964年（政権最終年）元日の日経新聞の年頭所感で『日本経済の西欧水準への到達は、かつては遠い将来の夢に過ぎなかったが、今日では"倍増計画"最終年次からほど遠くない時期の可能性の問題に変わりつつある。明治維新以来の日本経済百年の歩みの中で解決できなかったことを、われわれはいま解決しようとしているのである』などと述べた。西欧水準への到達ということをもって、近代日本の歴史に於けるライトモティーフだと考えるならば、池田内閣は、明治維新以来の日本の"進歩的伝統"を継承する正統な嫡子であった」と評している。
また、池田の経済政策全体につけられたネーミング「所得倍増計画」も、目標がそのまま名づけられた、史上最も明快な経済政策と映った。「所得倍増計画」は、戦後の首相が掲げたスローガンの中で、最も分かりやすく、かつ説得力もあった。この呼称について、「日本は自由主義経済の国。所得倍増計画の"計画"という言葉は不適当では。別の言い方に変えた方がいいと思います」と大平が進言すると池田は「何を言うか。"計画"と謳うから国民は付いてくるんだ。外すわけにはいかん」と一蹴した。武田晴人は「"所得倍増計画"という巧みなレトリックによって、民間企業の投資行動の背中を押すとともに、経済諸政策の立案の焦点を明確化し、高成長の実現を目標として、これを前提として創造的な活動を次々生み出すこととなった」と評している。黒金泰美は「"所得倍増計画"というのは空前絶後の選挙用スローガンだった。あの言葉を聞いただけで、なんだかみんな金持ちになれるような気になってしまう。とにかく明るい感じにさせる力がありました」と述べている。橋本治は「"所得倍増計画"という、えげつない名前の政策は"新時代の始まり"だった。戦後という貧乏を克服し、その後に訪れる"新しい時代"の素晴らしさを語ろうとする時、"月給が倍になる"は、いたって分かりやすい表現だった。人は、その分かりやすさに魅せられたのだ」と述べている。池田はそれまでの内閣が必ずしも明示しなかった資本主義と社会主義の優劣を政治争点として改めて国民に突きつけ、その選択を迫ったのであるが、池田の「所得倍増計画」は肩肘張ったイデオロギー的な議論の対象としてではなく、さしたる抵抗もなく、あっさりと国民の間に浸透した。官僚をはじめ民間企業の経営者や労働者たちの気持ちが"成長マインド"に移行した。
池田は国民の政治観をも転換させた。池田はそれ以前の首相と異なり戦前に政治活動歴がなく、敗戦後に政界に入った政治家としては最初の首相であるが、池田は「所得倍増論」を提起することによって、経済成長中心の「戦後型政治」を国民に提示した。藤井信幸は「岸は新安保条約の強行採択で国家と国民の間に対立を生んだが、池田は所得倍増という民間に自由にやらせる開放的な経済政策を打ち出すことで国家と国民を結びつけることに成功しました。強兵なき富国を実現する最善のシステムは資本主義だという思いとともに、戦時を過ごしてきたことからくる『やり返すんだ』というルサンチマンもあったと思います」と述べている。萩原延壽は「とりわけ対立するエネルギーが灼熱し、激突した安保闘争のあとであっただけに、言い換えれば、高度に政治的な季節のあとに訪れる"政治"についての倦怠感や疲労感を味わっていたときだけに、池田内閣が"国民所得倍増計画"において提供した"豊かな生活"というイメージは、いっそう新鮮なものとして国民の眼に映ったに違いない」などと述べている。池田は独自のブレーンによって政策を構想し、政権に就任するとそれを実行するスタイルを初めて明確にした。誰にでもわかる数字を駆使したことと、池田とそのブレーンたちの演出も効果的だった。高度経済成長は、1950年代後半から始まっていたが、ここに分かりやすい目標を得たことで一段と活気づいた。政府が強気な成長見通しを明確に示したことで、民間企業は投資を拡大し、現実の高度成長を呼んだのである。池田内閣は、「政治の季節」から「経済の季節」にギアを切り替えた、戦後史の重大な局面転換であった。「所得倍増政策」は、のちに宮澤が「結果として日本は非生産的な軍事支出を最小限にとどめて、ひたすら経済発展に励むことができた」と解説したように、日米安保条約に経済成長の手段という役割を与えることになった。いわゆる「安保効用論」は、安保条約体制も結局は豊かさの追求に従属するものだという安心感を誘い、安保に同意する人々の数を増やす効果を生んだ。御厨貴は「安保闘争の後、池田は『所得倍増』をスローガンに経済成長を唱え、それに続く佐藤の長期政権で"富国民"路線が定着した。吉田の弟子で後に首相となる池田勇人、佐藤栄作の二人によって再軍備の問題はほぼ棚上げになった。日米安保体制の下で、自由な市場経済を守り通してきたことは、自民党の功績」、「あのままいけば自民党も危なかったかもしれないけれど池田勇人政権で変わった。池田・佐藤で12年以上、2人のおかげで自民党は10年で終わるはずが60年も続いた」などと述べている。
60年安保で高揚した「反体制」「反政府」のエネルギーは、池田内閣のさまざまな施策の前に、なし崩し的に拡散した。「反体制」の闘争が最も激しかった6月から、まだ半年ほどしか経っていない1960年12月、反対運動の理論的支柱の一人と目されていた法政大学助教授・松下圭一は『朝日ジャーナル』に「安保直後の政治状況」という論文を書き「池田内閣は"安保から経済成長へと完全に政治気流のチェンジオブペースをやってのけたかのごとき観"がある」と、ある種の無念さを込めて記した。日本中が左翼のようになり、インテリは早く共産主義革命が起きて欲しいと考えていたような時代に、池田が混乱した社会を安定化させようと「所得倍増計画」のような、資本主義のままで年収を二倍にするという政策を打ち出して、本当にそれが実現してしまったので、革命前夜みたいな状況がリアルな革命運動に向かっていかなかったとも論じられる。池上彰は1960年の安保闘争最中でさえ、第29回衆議院議員総選挙で池田率いる自民党が圧勝したことからマスコミと当時珍しかった大学生、一部のインテリ・学生以外は、今のように左派の主張に賛同していたわけではなかったと当時の多数派と左派との認識の乖離の存在を述べている。高畠通敏は「池田内閣が安保の教訓を踏まえながら保守党の新しい路線として、戦前への逆コースの夢を捨てる。憲法改正をあきらめ、戦後の新しい現実に即してマイホームという形での私生活解放を認め、その上に立つ繁栄と成長としての自民党という路線を打ち出す。私はそのとき、国内における戦後は、基本的に終わったと思います。そこから戦後のあとの時代が始まった。また60年安保を支えた戦後革新勢力の分解も始まった。池田路線は戦前的な体質を持った佐藤内閣でも実質的には継承された。つまり60年代を通じて持続されたわけですが、その中で国民の私生活の解放、欲望の肯定を経済大国の形成へ編成しなおしていった。戦後民主主義は圧力民主主義に、平和主義はマイホームの平和へと風化し、労働運動は春闘の儀式として収斂する。60年代の運動を支えてきた民衆はその中に巻き込まれて分解していった。池田内閣の路線転換に沿って60年代に発展した知識人の特徴的な政治思想は現実主義でした」などと主張している。池田は「日本らしさ＝経済」に変えていく青写真を持ち、軍隊のない日本は、政治よりも経済をアイデンティティーにすべきという明確なビジョンを持っていたと主張している。しかし、秘書の伊藤は池田が首相として諸外国での経験から今の経済規模の日本に軍隊があれば国際的地位はこんなものではないと述べていて、再軍備自体に賛同する内心が池田にあったことを回顧している。政治から経済成長への"チェンジオブペース"を見事に演出した池田は、日本の経済成長が、日米安保の存在により軽軍備に抑えられていたからこそ可能になったという「日米安保効用論」を打ち出すことによって、安保の問題を経済成長に取り込んだ。
また、社会福祉の増進や農業政策にかなりの予算を振り向けた。それらは個々には批判の余地のあるものであったとしても、やはり強烈な政府指導がそこにあったといえる。内田健三は「池田政権こそは、古典的な保守政治支配の方式に、はじめて"管理"の概念を導入した政権だった」と論じている。

### 外交面での評価

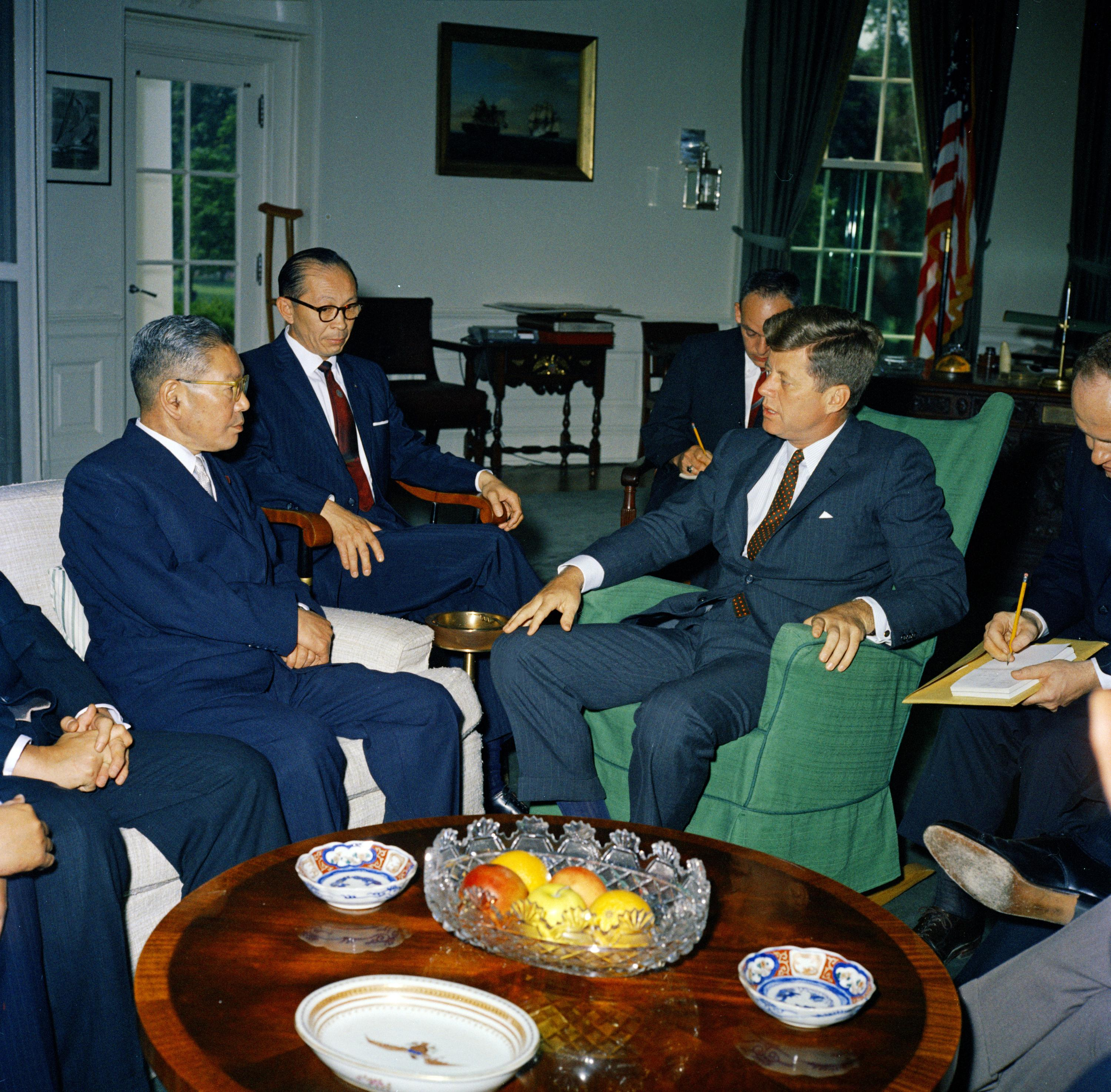
池田・ケネディ会談（1961年6月20日）

池田は外交面においても、その後の日本を形作った。また、ドッジ・ライン、サンフランシスコ講和条約・日米安保の下交渉を経て、池田・ロバートソン会談、池田・ケネディ会談まで、池田は今日の日米体制を作った最大のキーパーソンでもある。
フランスのド・ゴール大統領から「トランジスタのセールスマン」と揶揄されたとする逸話が有名であるが、これは池田がソニーの最新のトランジスタラジオを首脳会談で売り込んだことで、ド・ゴールが側近にそう漏らしたと反ド・ゴール派の『フィガロ』が記事にしたものが日本の新聞に紹介され有名になったもので、池田の帰国後、日本で大騒ぎになり、多くの日本人は嫌な思いをした。しかし池田は「会談の内容を知りもしないで、何を言うか」と一蹴しており、また『フィガロ』はジョン・F・ケネディを「鶏肉のセールスマン」と評したこともあり、日本や池田のみが槍玉に上げられたわけではない。八幡和郎は「当時は首脳が経済について語ることが珍しかったためにド・ゴールも意外に思ったもので、その後同じフランスのジスカール・デスタン大統領は、経済を主題にしたサミット（先進国首脳会議）を始めて日本をメンバーにしてくれたし、ミッテランやシラクは"エアバスのセールスマン"として何機売ったかを海外訪問の成果として誇った。経済外交重視は世界的にみてもその後の大きな流れになったことから、池田は世界の外交史の中で先駆者であり、世界史的偉人である」と評価している。池田の経済優先の発想は今日まで続いており、日本が経済大国を実現できたのも「吉田ドクトリン」というよりも「池田ドクトリン」の所産ともいわれる。1965年、愛弟子・池田の逝去の報を受け、吉田茂は「今日の繁栄は池田君に負うことが多かった」と呟いたといわれる。下村治は、池田死去翌日の日経新聞に追悼文を寄せ「池田勇人が果した歴史的な役割は、日本人が内に秘めていた創造力、建設力を『成長政策』という手段によって引き出し、開花させたことである」と記した。

### 戦後日本体制の確立
池田はドッジ・ライン以来の念願の国内経済産業体制の再編と自由化を、まさに"一内閣一仕事"でやり遂げた。池田内閣以後の自民党政権による政治・外交運営は、池田が築いた国内安定と国際的地位を基盤として展開された。憲法改正を事実上棚上げにし、経済成長と豊かさの追求を最優先したからこそ、池田以降の自民党政権は、それなりに戦後的価値観を共有し、長期政権を維持できたのである。池田は戦後日本の原型を、国内経済政策面でも経済外交面でも創り上げたといえる。高度経済成長は、池田の経済政策を踏襲した佐藤内閣の時期に最盛期を迎えるが、佐藤政権も池田政権という大きな括弧の中に入るともいわれる。その佐藤も池田同様引退後まもなく死去する。両者は1970年代の田中角栄や福田赳夫が1980年代にも穏然たる影響力を持ったのとは対照的である。高度経済成長とともに敗戦と占領の残滓を最終的に清算したのが池田と佐藤といえる。池田と佐藤の時代に自民党政権は安定の中で成熟を遂げた。東京オリンピックと大阪万博による大都市圏の開発、公共事業を通じた国土・列島の整備によって自民党は包括政党の道を進めていく。「55年体制」は成立こそ1955年であったものの、その確立は1960年代前半の池田内閣にあった。日本の国内政治の基本的な枠組みを作り上げたのが池田であった。この戦略は、田中角栄、大平正芳、鈴木善幸、中曽根康弘ら、その後の内閣にも担われることになる。「池田時代に、経済発展を国家目標の中心に置いた政治が始まった。田中角栄はその子である」、「田中の『日本列島改造論』は池田の『所得倍増計画』の延長線上にある」、「『日本列島改造論』は『所得倍増計画』の地方版」、「『日本列島改造論』や小泉純一郎の『骨太の方針』も、いわば池田の政治手法にあやかったもの、池田の後に登場した政権の大半はイデオロギーなしの、無定見な高度成長を追い求めていた」などと評される。経済成長による社会の多様化は、自民党内に於いては党内派閥の分散化にとどまり、野党の方が多党化していくことで、自民党支配を維持させていくことになった。田中浩は「池田内閣登場以後、日本政治は、ほとんど"事なかれ主義"を旨とする安全運転、無風状態が続き、保守の安定化（資本主義体制確立化）の道をたどっている」と論じている。この時期に派閥政治が確立し、閣僚や国会、党内での主要役職を当選回数によって配分する制度化も進み、議員の個人後援会が普及し、二世議員が増えていく。宏池会の後輩・古賀誠（第7代会長）は池田を「政治家として今の自民党の基礎を確立させた人」と評している。

### 新たな政治スタイルの創出
自民党がこのように全く違った個性を持つ「総理・総裁」を起用して、国民の批判をかわす「振り子」の手法は、金権批判の田中角栄からクリーンイメージの三木武夫へバトンタッチした時にも使われ、自民党が長期政権を維持したカギの一つといえる。池田は発言でも舌禍事件を何度も引き起こすなど、歴代首相の話題性ナンバーワンだった。官僚臭を感じさせない、庶民的でガラガラ声のキャラクターも、安保改定で騒然となった世情を一変させることに役立った。池田はテレビを利用して政策をアピールした最初の首相でもあった。国民の関心がもっぱら生活水準の向上に移っていた頃合いを見逃さなかったともいえる。池田は政治を生活の延長にある祝祭空間と見て、その演出を試みる演出家だったとも評される。池田は首相就任後の参議院予算委員会において、所得を2倍にするのではなく、2倍になるような環境を作るのだと答弁した。すなわち経済の成長は国民自身の努力によって実現するものであり、政府の任務は、かかる成長実現への努力を円滑に働かすことのできる環境と条件を整備することにあると明言した。池田の最大の功績は、日本の国民に自信を与え、すすむべき方向を示したこととも評される。「敗戦国」から高度成長を進め「経済大国」「先進国」に変貌していった日本に、そして日本国民のナショナリズムに居場所を与えた。森田実は「ケネディが日本に対しても干渉する考え方を取らなかったため、高度経済成長路線を打ち出した池田内閣の時期が（アメリカの支配を受けない）戦後日本で一番自立していた時期だった」と述べている。

### その他の論評
- 宮澤喜一は「池田さんは占領時代にインフレから日本を救う過程で身につけた自由主義的市場経済の信念に加えて、ケインズの乗数理論を具体化して、投資→雇用・所得・消費→投資の循環と拡大を見事に日本経済の中に実現した」[341]、「"所得倍増計画"というのは、ケインズ理論を中心とした政策だが、日本の経済成長、工業化を通じて、完全雇用、高賃金になるという雰囲気をはっきり国民に植え付けて、政策的にそれを誘導したというのが、あの政策の値打ちでしょう。それが池田さんの功績だと思う。池田内閣の時、まさに日本が経済大国になる基礎ができた。戦争が終わって、外地から沢山の人が引き揚げてき、戦後の日本は深刻な失業問題を抱えていた。加えて日本は農業国だったし、この労働力が過剰にあったことが、日本の工業化ひいては所得倍増を可能にした」などと述べている[342]。
- 伊藤昌哉は「池田が提唱した所得倍増計画は、多くの人びとを共感させ、自信をあたえ、日本の経済力を伸長させた。都市における鉱工業部門の所得の増加は、やがて各層に波及していった。農村の次、三男がぞくぞくと都市への移動を開始した。人手不足の声がではじめ、日本では完全雇用は永遠に不可能だという、漠然としたあきらめは徐々に消えていった。社会には明るい力がみなぎってきた。「これから前途は展開していく」と、人びとは思った。「日本は若い国だ」と、人びとは肌で感じた。三つの卵を五人でどう分配するかに狂奔するよりは、その五人で六つの卵をつくることに努力したほうがとくだと考えだした。」と述べている[343]。
- 田中六助は「『国民所得倍増論』というのは、綿密な統計や数字に裏打ちされた政策体系であるが、その端緒を知る者としては、池田さんの意がどこにあったかが理解できる。すなわちそれは、戦後の復興が一段落し、新しい日本の行く道をどう考えるか、ということであり、それにはまず社会を繁栄させ、国民の生活を豊かにすることから始めるということである。それは池田さん自身の財政に対する反省でもあった。昭和30年頃の財政は約一兆円の規模だったが、池田さんは大蔵大臣として32年にそれを大きく突き破る一兆三百七十五億円という積極予算を組んだ。しかしその経験などから、国民に何でも与えるだけではだめだ、自分自身で稼ぎ出す所得を倍増する必要があるという思いが生まれたのであろう。『所得』とか『倍増』とか、あるいは詳細に計算された数字などに眩惑されると、経済至上主義とか、物質万能主義のように見えてしまうが、その原点にはモノで測れない『心』があり、政治哲学としての目標があった」と解説している[344]。
- 前尾繁三郎は「池田さんの功績は、総理大臣自ら先頭に立って推進したということ。それまで経済問題というのは、非常に抽象的で一般に分かりにくい感じだった。その経済問題を正面から政治問題としてクローズアップさせ、総理自ら数字を使って説明したり論争した。彼は数字に対する記憶力がよかったから、朝書類を見て数字を覚え、それを使って説明するから非常に現実的な感じを与えた。1961年にも不況がきたけど、あの時も強い調子でやったので、国民に自信を持たせた」と語った[345]。
- 水田三喜男は「経済を政治問題にして真正面から取り組んだということが池田さんの功績。経済計画というのは吉田さんのときから全部あるんですが、初めて池田さんが自分でマスターして、実行の先頭に立ったというのが特徴です。それまで総理自身がそういう形でやったことがなかったので、当時としては非常に国民に訴えるものがありました」などと述べている[345]。
- 池田は若い池田番記者たちに「キミたちが定年を迎えるころ（1985年頃）には、日本の自動車はきっと欧米の市場で歓迎されるようになる。キミたちは日本を過小評価しているが、これだけ勤勉で、これだけ平均的な教育レベルが高く、100年も200年も前から多くの分野で競って高度なことをこなしてきた国民はいない。これだけ優れた日本人を、うまく目標を示して動かすことができれば、必ず日本は欧米に追いつく。それが実証できれば他のアジアの国も続く。アジアがいっせいに集団で欧米を追いかける。それをするのは日本の政治家、アジアの政治家の使命だ」と繰り返し語ったという[283]。記者たちは、こうして予算書を読んだり、経済統計に注目したりする、それまでにはいなかった政治記者のタイプを身につけていった。俵孝太郎は「池田の政治家として、一国の宰相としての予知能力と政策的構想力に、舌を巻く思いを禁じえないのである」と述べている[283]。
- 高坂正堯は「『所得倍増計画』は驚くほどの成功をおさめ、国民が豊かな生活を求めて努力するという目ざましい状況が出現した。経済発展は国民の間に存在する唯一のコンセンサスであった。経済の問題は計量可能なものが多いため、イデオロギーや価値の対立に煩わされることが最も少ない。言葉を換えれば、経済の問題は価値中立的な技術的な言葉で議論することができる（中略）おそらく1960年からの後の数年間は、二つの楽観主義によって特徴づけられる特異な時期として日本の歴史に残るかもしれない。すなわち、ひとつは経済は発展するものだという楽観主義であり、他のひとつは経済が発展すれば国民生活は幸福なものになるという楽観主義である（中略）池田が内政に対する考慮から経済中心主義をとり、説得の相手を国民としたことは、吉田が成し得なかった程度に、経済中心主義を国民の中に根付かせるという成果を生んだ。池田内閣以後、"経済成長率"や"国民所得"などの言葉は、日本人が政治を語るときの共通の言葉となった。その後の世界に於ける外交の基礎としての内政の重要性を考えるとき、池田の果たした重要性が理解されるであろう。吉田によって国家の政策として据えられた経済中心主義は池田によって定着した。それは日本の新しい国家理性となった（中略）池田は『所得倍増計画』を予想以上に成功させ、それによって、国際政治の中に於ける日本ではないにしても、国際経済の中に於ける日本の位置を確立した。そして急速な経済発展は日本人の自信を回復するのにも大いに役立った」などと論じている[346]。
- 若田部昌澄は「『所得倍増計画』は、これまで日本が行った最大かつ最高の経営成長戦略であり、効率化政策と再分配政策をうまく組み合わせたもの。それが裁量的な計画・統制によるものではなかったことは、経済学的知見に一致している。それにより実現したのは、史上もっとも成功した構造改革（産業構造の転換、生産性の向上、経営の近代化）であり、二重構造と言われる経済格差の縮小だった。池田にとって、経済成長はそれ自体が目的ではなかった。敗戦を経験した国民が"国としての誇り"を取り戻すための手段、それが池田にとっての経済成長だった」と論じている[347]。
- 京極純一は「池田内閣は経済成長、所得倍増、月給二倍というナショナル・コンセンサスを確立して安保騒動の混乱を収拾しました。外交、防衛、治安といった天下国家の問題ではなく、所得倍増という経済生活の問題で国民統合を実現したのは、日本の政治の画期的な転換でした。これからあと、日本の政治の中心問題は、高成長か低成長か、赤字財政か財政再建か、といった経済問題に集中します。それは経済テクノクラート主導型政治の開幕でもありました。こうして戦後議会政治の上演するドラマのA、経済成長が定着しました。そして輸出主導型の経済成長にともなってGNPも大きくなり、それとともに財政規模も大きくなります。ここから、一方で財政というチャネルを使い、公共事業費、交付金、補助金を活用する、全国的な富と文明の分配が政治ドラマの主題Bとして成立します。『地元の面倒を見ることは職業政治家の仕事である』などの今日の政治常識が確立しました」などと論じている[348]。
- 上前淳一郎は「日本の高度成長政策は、池田の自己改造のひとつの産物といえるかも知れない。ひたすら国民から税を取り立てることだけに熱心だった男が、いや、民にはまず与えるべきだと悟る。その結果、所得倍増という桁外れの贈り物ができるようになったのではなかったか（中略）高度成長政策は池田が政治生命を賭けた骨太な日本改造策だった。これほど具体的で、輝きに満ちた政策を引っ下げて登場した首相は、日本の政治史にほかにない。その結実を最後まで見届けずに氏は世を去ったが、もしあの時期に池田勇人を持たなかったら、日本はいまこれほどの成長と繁栄を謳歌していただろうか。むろん、当時の環境と条件の下では、放っておいても日本経済はかなりの成長を遂げたに違いない。しかし、その行方に明確な目標を掲げ、国民の知恵と力を結集して成長をより早く、より大きくしようとしたという意味で、池田勇人の存在は偉大であった」と評している[349]。
- 沢木耕太郎は「60年安保をめぐる社会的混乱は、保守合同後の保守が直面しなければならなかった最初で最大の"危機"だった。この"危機"の時代に総理大臣になった池田は、"所得倍増"という言葉が指し示す方向を明らかにすることで"危機"を逆に"蜜月"の時代に転じる離れ業を演じた。"所得倍増"という言葉自体は60年代の半ばを待たずして風化するが、それ以後も時代は依然として"所得倍増"の射程の中にあった。池田以後のどの保守政治家も"所得倍増"を超える現実的で力強い政治経済上の言葉を発見することができなかったのだ（中略）佐藤内閣の政治経済思想は、池田が1960年代前半に遺したものの無定見の"増補版"にすぎない。仮に佐藤栄作が無定見の増補版だったとすれば、田中角栄の"日本列島改造論"は"所得倍増"の壮大な"増補決定版"であったといえるかもしれない。もしかしたら池田の政治的嫡子は、大平正芳でなく田中角栄だったのかもしれない。しかし田中角栄は遅すぎた、だから悲劇的な"決定版"だったといえる（中略）佐藤以降の権力者たちが、政治的シンボルとしての言葉を考えるとき、常に意識しなくてはならない存在は池田勇人であった」と述べた。
- それは池田時代から一貫して反池田の旗を振り続けてきた福田赳夫においても例外ではなく、『福田赳夫論』の編著者・佐藤雄一が、政権を手にする直前の福田に「保守にとって池田の政治こそ最高だったのではないだろうか。政策、ブレーン、政治姿勢、どれをとってもよかった。福田さんも池田さんから学ぶべきでないだろうか」と語りかけると福田は、ほんのわずかながら頷いたという。沢木はこの微かな肯定の中には、「保守単独政権の崩壊という60年安保以来の大きな"危機"に直面した福田の、かつてその"危機"を乗り切った政治家としての池田に対する、ある種の畏れのようなものが秘められていたのではなかったか」と論じている[350]。
- フランス『ル・モンド』は「池田は1960年代に於ける日本の反米エネルギーを経済問題に向かせることに成功した。池田の最大の功績は、日本国民に対して、日本は豊かな社会を実現できる能力を持っていることを教えたことではないか」[201][351]、イギリス『タイムズ』は「池田の在任4年半に、日本経済の成し遂げた驚嘆すべき成功は、ひとえに池田の功績といわなくてはなるまい。世界の目に、日本の新しいイメージを植えつけた」と評した[351]。
- チャルマーズ・ジョンソンは「池田は戦後日本経済の驚異を生んだ最大の功労者として記録されねばならない」と述べている[73]。
- 『サンケイ新聞』元政治部長の吉村克己は「資源、エネルギーもない小さな四つの島国の国民に、やればできるの自信を持たせた功績は、やはり池田ならではのものだった」[352]、「池田の政治的決断は、当時においては思い切った勇気を要する賭けであった（中略）10年後の現在振り返ってみるとき、このような池田的決断は見事な成功をおさめたということができる（中略）成功の主な原因は、やはり池田的構想が当時の日本経済の潜在的成長能力を正しくとらえた点にあると思われる。しかしそれと同時に、計画の発表やそれに対する池田内閣の強力な支持が、人々に成長を前提として行動するという習慣をつけさせたことも無視できない（中略）池田構想の術中に陥った日本経済は、事実的にも心理的にも高度成長の持続を前提とした体質をとるようになった」などと評している[353]。
- 日本経済新聞社は「池田の"所得倍増計画"は、根拠も実現性もさだかでない最近のそれとは好対照の、本物の成長戦略だった」[216]、『エコノミスト』は「池田内閣の4年半は、日本資本主義発達史上、一つの大きな画期であった。日本経済が先進国的な高度資本主義への急激な構造転換を加速した時期だったからである。戦後十指をこえる経済計画が立てられたが『国民所得倍増計画』ほど影響を持ったものはない」と評している[354]。
- 塩田潮は「池田は戦後復興から高度成長期にかけての日本経済を牽引した人。日本の病弊である官僚主導社会をも醸成しましたが、わが国に経済発展をもたらした功績は大きい」[134]と評した。
- 江坂彰は「"月給倍増"なら、その恩恵に与れるのはサラリーマンだけだと思う。しかし"所得倍増"という言葉は、小商工業者や農民にも配慮したスローガンであり、そこに国民全体が豊かになるのだという思想が感じられる。"所得倍増"という言葉の響きが格別によかった」[355]、「戦後強兵の道を捨て（あるいは捨てさせられて）経済の基盤固めに一点集中した池田の戦略は、最良の選択だったはずである。日本はよき敗者の道を、別に卑屈にもならず、驕りもせず、着実に歩んでいくことになった」[355]と評した。
- 橋本五郎は「政権構想の戦後最大のヒットは、なんといっても池田内閣の『所得倍増計画』でしょう。政治的に行き詰まり、国民がどちらの方向を向いたらいいのか探しあぐねていたときに、生きる希望を与えられたといっても過言ではありません」[331]と評した。
- 星浩は「これからはイデオロギーではなく、経済でいくという提示するタイミングが絶妙でした。『所得倍増』というのは具体的で魅力的で、みなが実現可能なスローガンに感じられたのです。そして実際に成し遂げられた」[331]と評した。
- 飯尾潤は「池田は政策の優先順位を明確に変えようとした。しかも"安保"を捨てたわけではない。非常にしたたかな計算に基づいて政治の重心の転換を図ったところに大きな意義があります」[331]と評した。
- 渡邉恒雄は「池田さんの経済政策が、現在の日本の繁栄を築いたことは間違いないでしょう。池田さん自身、ブレーンを使いながらも、自分自身で高度経済成長政策を考え、財政均衡を考えていたと思うよ（中略）池田さんは口癖のように『私は嘘を申しません』と言っていたけれど、本当に言ったことは守り、実行した人だった」などと評している[338]。
- 小林吉弥は池田を「第二次大戦後の敗戦経済、虚脱社会の真っ只中で政治家として登場し、日本経済の歴史的勃興期にあたって所得倍増政策を推進、絢爛の高度成長社会"経済大国日本"へのレールを敷くに至る、いわば日本経済革命というべきわが国史上初の歴史的実験の施行者」と表現している[329]。
- 中曽根康弘は、2008年9月3日付の読売新聞朝刊（13面）に、同年9月1日に辞任会見を行った福田康夫に関する文章を寄稿。文中で「我々先輩の政治家から見ると、2世、3世は図太さがなく、根性が弱い。何となく根っこに不敵なものが欠けている感じがする」と述べ、その例えとして、がんで入院して生命力もないという段階においてぎりぎりまで耐え抜いて後継に佐藤栄作を指名した池田を挙げ、政治家としての最後までの志、執念を持つべき、と記した。
- 1959年12月3日、池田の還暦祝賀会が東京丸の内の東京會舘で開催されたが、これを主催したのが共同通信の和田清好、産経新聞の吉村克己、毎日新聞の土師二三生、日本経済新聞の田中六助で、発起人代表として板倉卓造、小汀利得、吉田秀雄、東畑精一が名を連ねた[356]。案内先は新聞、放送、出版とマスメディアに限り、出席者は400人近くにのぼった。池田の祝賀会であれば財界主体が通常だが、敢えて常識を破る試みであった。政界人のお祝いに、言論界の長老が発起人を引き受けたことも異例だった。吉田内閣以来、とくにマスメディアに不評だった池田の祝賀会にこれだけ集まったことは「岸政権後の池田本命」が世間一般の印象となる契機となり、マスメディアに認知されたことが、池田政権の発場する最大の要件となって生きた[356]。1950年代も終わろうとするこの還暦祝賀会のスピーチで池田は「次にくる日本の10年間は、日本人が一度も味わったことのない豊かな時代になる。日本経済はかつてない飛躍的な成長を遂げるはずだ」と述べた[272][357]。日本が黄金時代を迎えようとしている時期に政権を握り、自分の手で「黄金の'60年代」をつくり出す場面を本気で胸に描いていた[357]。池田の65年間の軌跡を振り返ると、地獄と天国を行き来するような浮き沈みの激しい人生だった。前半生と後半生はまるで彩りが異なり、前半は不運の悪魔に憑りつかれ、逆に後半は一転して幸運が舞い込み続ける人生航路だった[357]。
- 堺屋太一は、著書『日本を創った12人』で、聖徳太子、源頼朝、織田信長、徳川家康、マッカーサー、松下幸之助らとともに、唯一の政治家として池田勇人を挙げ、その理由として、「現在われわれが生きている戦後の日本を、経済大国へ導き、実績として経済成長の実現もさることながら『所得倍増計画』の策定によって『経済大国』を日本の理想に据えた点が最重要である」と述べている[3]。負の遺産として「経済発展に貢献する一方、すべてに金銭が優先する価値観を生むことになり"金権体質社会"を作り出した。池田の果たした役割は、日本社会の理念と倫理を決定する上で、歴代総理の中でも、最も大きかったのではないか、戦後の総理大臣としてよく取り上げられるのは、吉田茂、池田勇人、佐藤栄作、田中角栄の四人で、吉田茂が大きな存在だが、その重要な政治決定はほとんどが占領軍、つまりマッカーサーから出ていた。それに比べて池田は、自らの発想と手腕で今日の日本人の心や生き方、あるいは日本の社会の在り方や動き方に大きな影響を残した」[3]、「池田が総理大臣であったのは4年3ヵ月、吉田茂や佐藤栄作よりはずっと短い。しかし、この男の植え付けた経済優先思想と、それを実現する官僚主導の仕組みは、今日も揺るぎなく続いている」と述べている[358]。
- 宮内義彦、八幡和郎は、池田を日本の歴代最高の総理大臣と評価している[359]。
- 御厨貴は「戦後最も成功した首相は池田勇人。吉田茂の果実をうまく育てた。権力を行使していると見せずに行使した」と評している[360]。
- 片岡剛士、倉山満は、池田を戦後最高の総理大臣として推している[361]。宇治敏彦は「いま呼び戻したい総理は、大平正芳、宮澤喜一ら、最高の側近がいた池田勇人」と述べている[362]。八幡和郎は、著書『本当は偉くない?世界の歴史人物 : 世界史に影響を与えた68人の通信簿』で、"世界史に影響を与えた68人"のうち、東洋人を7人を選び、うち日本人2人を明治天皇とともに池田を選び、「明治日本の成功と戦後の高度経済成長がアジア諸国など欧米以外の国のモデルになったこと」をその理由に挙げている[135][363]。
- 池田が1953年自由党政調会長時代に政調副会長として仕えた松野頼三は、池田を「官僚離れした知恵者」だったと評し、その後の自身の政策は「池田さんの行動が自身の念頭にあった」と話している[66]。

## 発言と報道
池田勇人の語録には、本人の発言とは異なる見出しで発言を歪曲されて報道されたことで後世に歴史的失言として記憶されているものや、当時の流行語にまでなった有名な発言などが多い。
堺屋は「池田はマスコミが面白おかしく発言を歪曲しても怒らなかった」として、これがマスコミにも人気を得た理由としている。池上彰は池田がマスコミに発言を歪曲されて、それを野党に利用されていたことに同情を示しながら、「わかりやすい言葉で聴衆の心をとらえる抜群の発信力が、池田の魅力のひとつだった」「高度経済成長期の立役者」と絶賛している。
「貧乏人は麦を食え」問題
第三次吉田内閣で吉田は1年生議員の池田を大蔵大臣に抜擢して世間を驚かせたが、池田は有能な大蔵官僚であっても政治家としては駆け出しで、発言に脇の甘さが目立った。
1950年12月7日の参議院予算委員会で社会党の木村禧八郎議員が高騰する生産者米価に対する蔵相の所見をただした。この質疑応答を池田は「所得に応じて、所得の少ない人は麦を多く食う、所得の多い人は米を食うというような、経済の原則に副つたほうへ持って行きたいというのが、私の念願であります」と締めくくった。質問者の木村は「所得の少い者は麦を食え」という答弁であったと批判し、議場からも「重大問題だ」「第三放言だ」と声が上がった。続いて答弁に立った農林大臣の広川弘禅は、池田の発言の趣旨自体は内閣の方針であるとしながらも、「池田君は少し言葉が過ぎたと私は思いますが」と述べている。
これが吉田政権に対して厳しい態度を取っていた新聞が翌日の朝刊に「貧乏人は麦を食え」という見出しで池田の答弁を紹介、これが池田自身の発言のように伝わってしまい、各方面から強い批判を受けることになった。この発言をしたと報道されたときの報道被害に宮澤は「ちょっと総理大臣になるのは無理じゃなかろうかなと思った」と述べている。秘書だった伊藤昌哉は池田の趣旨は低所得者が米を食べられるようにするとして需要と供給で決まる米の値段に政府が介入するような米価統制する気はないということであった。さらに当時の米事情から池田自身も麦飯を食べていたと述べている。急激なインフレーションを抑止するための引き締め政策であるドッジ・ラインをとっている時に在任していたことで、記者に不人気だった池田はいつでも経済危機説を売りものにする経済評論家やマスコミに狙われていた旨を回顧している。
新聞による「中小企業の五人や十人」報道
2年後の第三次改造内閣で池田は通産大臣になっていたが、1952年11月27日の衆院本会議で右派社会党の加藤勘十の質問に対し、池田は「正常な経済原則によらぬことをやっている方がおられた場合において、それが倒産して、また倒産から思い余って自殺するようなことがあっても、お気の毒でございますが、止むを得ないということははっきり申し上げます」と答弁した。経営の原則を無視している企業が倒産するのはやむを得ないとするこの発言に対して、野党は「中小企業を倒産させてよいのか」と曲解してヤジと怒号を浴びせ、議場は一時騒然となった。翌日の新聞はまたしても「中小企業の五人や十人自殺してもやむを得ない」と歪曲して報道した。池田が発言したと世間に誤解された中で野党が提出した池田通産相不信任案は、自由党反主流派の欠席も影響して可決され、池田は辞任に追い込まれた。その後、池田はマスコミと野党の歪曲された内容で辞任させられたことでショックを受けて自宅に引きこもってしまったが、宮澤喜一秘書官の証言では「これで終わった。明日は土曜日だな。週末旅行でもするか。」と話してさばさばした様子であった。
経済のことはこの池田にお任せください
池田は総理となると政治的論争となりうる安保と9条問題を早々と棚上げして、国民の目を経済に向けさせるべく街頭演説やテレビ討論会などでこう力説した。有名なこのセリフは、世の反発を呼ばず、そのまままかり通っていた。総選挙で勝てたものの批判勢力がそれでも大規模な扇動に成功していたことから法案も読まずに反対されている日米安保の必要性を一般世論に理解させるよりも、日米安保下で経済で実感させれば核保有する中ソが近隣にあるのに軍隊の無い状態での安保条約必要性が理解されるだろうと語っていた。
私はウソは申しません
池田はテレビを本格的に活用しようとした最初の首相である。池田は1960年の総選挙において、ケネディとニクソンの大統領選でのディベートを模倣して行われた「三党首テレビ討論会」に出演した。これは社会党の江田三郎の申し出に対して、泥仕合にならないならという条件で受けたものであったが、1960年11月20日の第29回総選挙に先立っては自ら自民党のテレビCMに登場して、本音しか言えない池田というイメージを逆手に取って「私はウソは申しません」と言い切った。これらいずれもが当時の流行語となり、これが世論を背景にした政権運営という新しいスタイルに先鞭を付けるものともなった。翌1961年には、NHK専務理事の提案により、『総理と語る』を開始した。この番組は、ルーズベルトが行った『炉辺談話』というラジオに倣って、首相がくつろいだ気分で国民に語りかけることを目的とした番組であった。他にもテレビを意識してメガネを変えるなど、テレビを通じて親しみやすい首相イメージを作り出そうとした。
国のためになることなら…
総理就任後「寛容と忍耐」を政治理念に掲げた池田は周囲に「国のためになることなら、電信柱にもお辞儀するつもりで総裁になったんだ」と話した。
君は…
浅沼稲次郎暗殺事件の発生を受けて池田が衆院本会議場で行った追悼演説は、故人に対して「君」と呼びかけ、大正末年に浅沼の友人が浅沼のことをうたった詩「沼は演説百姓よ、よごれた服にボロカバン、きょうは本所の公会堂、あすは京都の辻の寺」を引用するなど型破りな演説で、社会党議員が涙を拭うほどだった。池田のこの演説は今日でも国会における追悼演説の傑作の一つに数えられる名演説として知られている。
山より大きな猪…
政治家としての池田はたびたび難局に直面したが、一度も逃げたことはなかった。そのつど周りに「なに、山より大きな猪は出ないよ」と口癖のように言った。どんな大きい猪、つまり難局が向うからやってきても、そいつが普段隠れている山より大きいことは有り得ない、人は猪の勢いだけに気をとられるて怯えるが、大局から見れば大したことはないという比喩で、元は郷里の農夫たちのいいならわしだったとされる。池田は亥年生まれで猪が好きで、自宅の居間にはいつも猪を描いた掛軸を下げていた。池田自身、猪突猛進の積極論者でもあり、この台詞はいかにも池田にふさわしい。
国づくりとは人づくりである
第2次池田内閣時代、1962年8月10日の所信表明演説（衆議院本会議）で「国づくりの根本たる人づくりに全力を尽くす」と述べ、その考えを根幹に同年10月、池田の私的諮問機関である「国づくり懇談会」を、12月5日に「人づくり懇談会」を創設し「期待される人間像」を掲げて、文教政策、児童政策に重点を置くことを指示した。敗戦の焼け野原にあって、国民は食うために何でもした。池田の仕事はまず経済の復興になってしまった。これが一応実現し、次に何かと文教の刷新を考え、日本がしっかりした国になるには、経済的独立の奥の精神の独立が必要だと「人づくり」という発想が生まれた。また安定成長論で池田を揺さぶる福田赳夫ら党内批判勢力の「池田内閣の所得倍増政策は物質万能主義であり、日本民族の精神を荒廃させるもの」とする声に対抗する術でもあった。池田の思いは文教の刷新にあり、占領政策や、それに便乗する日教組の教育方針を正すことではあったが、真の願いは日本人と精神の独立であった。人格育成に重点が置かれたのは、池田が「西欧には宗教と結んだ道徳観があるが、日本には戦前は儒教と神道にささえられた教育勅語があったが、今はそれがない」と憂いていたためで、当時青少年犯罪が社会問題となりつつあったことも背景にあった。池田内閣の時代に全国的に統一した教育カリキュラムが徹底されている。とかく経済成長のみを重視した印象が強い池田だが、国民道徳の確立にも目を向けていた。しかし肉付けする役割を持つブレーンたちがこの分野は得手ではなく、この方針は、佐藤、田中両内閣まで引き継がれたものの、「国づくりとは人づくり」という哲学的命題は上手くいかなかったとする評価もある。
今の経済規模の日本に軍隊があれば国際的地位はこんなものではない
池田は諸外国との外交で相手が日本に軍隊（軍事的カード）がないと分かっていることで、日本と同じような経済規模の他国にはできないだろう要求や交渉を経験してきた。そのため、池田は「今の経済規模の日本に軍隊があれば国際的地位はこんなものではない」と秘書の伊藤に悔しがっていた。自身を批判する者が言う、相手に要求を飲ませる強い外交や自国での国防が出来ている国は米ソ中仏英など核や強力な軍隊を背景としているからであると述べていた。そのため、日米安保破棄や自衛隊解体など非武装中立を主張する政党や組織、その支持者が日本と同じアメリカなど西側陣営にはもっと主張すべきと批判することを日本の外交どころか自衛すら危うくする主張としている者で東側陣営のための外患誘致だと批判していた。秘書の伊藤は池田の評価される経済重視とは安保軽視と一致するのではなく、再軍備の憲法改正が不可能な内は日米安保にあえて触れないことで維持する路線を現実的な日本の安全保障とし、早く経済規模に見合った国際的地位や外交の幅を広げる再軍備を望む本心が池田にあったことを回顧している。

## 人物
- 出世レースに遅れ、闘病や前妻の病没など苦難の多い前半生もあって、大蔵官僚出身とは思えないほどさばけた気さくな性格だった。その人柄から省内での人気は抜群ではあった[13]。池田のブレーンに大蔵官僚出身者が集結したのはこれが理由の一つである。宮沢は池田を「（本当はそんなことはないのだが）自分が秀才ではないと思い込んでしまった人」と表現している[397]。それが、人の話をよく聞くという能力を作り出した。自分の話をよく聞いてくれるということが、また人のやる気を起こさせ、高い地位にあっても、自然に周囲に有能な人物を集めることになった[397]。宮澤は「この人のためならと思って、一生懸命やったと思う。こんなことは一生に何回もないんで、私はいっぺんでもあったということが幸せだったと思ってるんです。ところが、そう思った人は私ばかりじゃなくて、たくさんいましてね。そう思わせるところが、池田さんの偉いところじゃないですか」「それがあの人の将たる器なのかもしれませんが」と話している[367]。
- 子供のころはわがままに育てられ、田舎のガキ大将であった[398]。長じても、旧制五高の学生そのままのバンカラ気風であった[399]。粗野で強気で、あちこちに圧力をかけまくることから「圧力釜」という渾名もあった[400]。首相就任までは、「貧乏人は麦を食え」といった放言癖もあいまって反庶民的イメージが定着していた。さらに、蔵相時代はGHQ担当者との会合についてうっかり公表すればGHQからねじこまれるため報道関係者には一切喋れず、新聞記者からの人気が悪くなった[63][401]。シャウプに会った後、記者会見を要求され、無視すると「取材活動を妨害し、国論を軽視する非民主主義的な態度をとった。猛省を促す」という決議を記者クラブから突きつけられた[401]。ついでに「庭先で散歩中、レンズを向けたカメラマンにステッキを振り上げた」などと、新聞に悪口ばかり書きたてられた[401]。
- ジャーナリストには池田を毛嫌いする者が多く、大宅壮一は池田を「没人間味でのし上がった男」「ヒューマニズムというものが全然欠けている」などと表現した[349]。
- 首相に就任した際、反庶民的イメージを払拭すべく、大平の演出の下、親しみやすさをアピールすることに努めた[402]。大平と並んで首相官邸の食堂で昼食のカレーライスを食べている写真を新聞各紙に載せさせたり[403]、ダブルの背広が好きだった池田にシングルに改めさせ、金属製のフレームの眼鏡をアメ色の材質に変えさせた[402]。さらに、総理総裁たる者は「徹底的に庶民」にならなければならないとして待合とゴルフが大好きな池田に、絶対に行かないことを約束させ記者会見でこれを発表させた[404]。
- また、新聞記者への応対も改め、対等に接するようになった。池田は月に1回か2回、私邸通用門脇に建つプレハブの番記者小屋にふらりと現れるか、家族用の食堂に番記者を呼び込むかして、ゆっくり懇談する機会を作った[283]。特に妻の満枝は面倒見がよく、記者の名前を全員覚えていて、池田邸で記者が御馳走になると酒を注いで回った。渡邉恒雄は、総理の奥さんでそこまでしてくれた人はいなかったと話している[338]。
- 税畑育ちの池田にとって税は得意分野であり、戦後税制の「シャウプ勧告」では、多くの新税を巡り交渉を繰り広げた。池田の税自慢は有名で、1961年の訪米の際には「ケネディに税制を教えに行ってくるよ」と吹いていたという[405]。
- 信心深く、倹約家でもあり、ものを粗末にしなかった。首相官邸詰めの記者全員を集めたパーティのあと、残った料理を自ら集めて折り詰めにし、世帯持ちの若い記者に「キミたちは時たまこうしたパーティにも出る機会があるから、平気で馳走を残すが、キミたちの妻子にとってはめったにお目にかかれないものなんだ。家に持って帰れ」と説教して持ち帰らせ、大抵の家庭では喜ばれた。その後の議員の資金集めのパーティなどで、食べ物が山のように残っても誰も怪しまないのが普通になったが、古い記者たちは「今でも池田が生きていてこれを見たら怒号するだろうな」と言葉を交わしたという[283]。
- 愛唱歌は、1938年の松竹映画『愛染かつら』の主題歌「旅の夜風」。出だしと最後の文句が苦闘時代の池田の鬱屈した心理をとらえている。総理になっても酒が入るとこの曲を歌った[406]。
- 郷里の広島カープのファンであったが、そのカープの弱さにはいらついていたらしい。ある日、同じく万年Bクラスの国鉄スワローズにカープが負けたため、国鉄の四番打者であった豊田泰光に「池田ですが。アンタ、よう打っとるが、カープの試合に打ったらいけんよ」と脅しの電話をかけたことがあった[407]。
- 舌足らずながらも無邪気さに富み、吸い寄せるように人材を集めた[408]。財界を中心に支持者が多く、政治資金にはまったく困らなかったとも[408]、池田ほど金に恵まれた政治家は戦後一人もいないとも[409]、利権家の代表格とされる田中角栄を凌ぐ資金力があったともいわれる[410]。御手洗辰雄が「いまの保守党政治家が束になっても池田にかなうまい」と評した[410]。1952年の抜き打ち解散を吉田に進言した際、急な話でそれに伴う総選挙の選挙資金調達が間に合わないと心配されたが、池田は「選挙資金は心配いらない」（全員の資金を出すという意味。自由党は300人以上を立候補させていた）と説明した[144][411]。
- 英語には滅法弱く「エチケット」を「エケチット」と"発音"した[399]。
- 酒と同様に煙草も大好きで、死の直前まで止めなかった[412]。
- かつての大蔵省の正門の銘版は、1964年当時首相であった池田の揮毫によるものである[413]。
- 戦後の総理大臣の中で、東京都以外に位置する日本の大学を卒業しているのは池田のみである（宇野宗佑は神戸商業大学中退）。
- 再入院の日の朝、信濃町の私邸に前尾繁三郎、大平正芳、鈴木善幸の3人を呼んで遺言を残した。「これが最後の声になるかもしれないから3人ともよく聞いてくれ。宏池会は保守党のバックボーンだから、これから先も結束を保って、バックボーンにふさわしい政治行動をしていってくれ。オレに万一のことがあった時は、前尾君を中心にして、大平、鈴木両君は前尾君を助けてやってくれ」。続けて「自分も国民を甘やかした政治をしてしまったが、佐藤君もそうなりつつある」「前尾、田中の時代が来るだろう。前尾君はPRをしないのが良いところだが、もっとすべきだ。黒金、宮沢ともに心配だが、よくできる人物だから育てていってくれ」[414]
- 秘書の伊藤からは池田は「もともと楽天家で、勇ましく、大きなことが好きなたちだった」と回顧されている[415]。

## 人間関係

### 吉田茂
- 吉田茂の大磯の家に行くと酒を飲んで、吉田に自分の本当の親父と同じような調子で談論風発し、少しの遠慮もない態度でいいたいことを言って、吉田はそれをまたニコニコ笑って聞いているというような間柄だった。一方で佐藤栄作は酒を飲んでも池田のように談論風発という形はなく、徹底的に吉田に師事するという、本当に教えを乞うという態度を最後まで崩さなかったという[416]。
- 吉田の選挙の費用は全て池田が面倒をみていて、選挙が異常な金喰い選挙になっていき、迷惑がかけられないと吉田は政界を引退したといわれる[416]。吉田は1960年の衆議院総選挙で最下位だったこともあって、池田が1964年春に復活を予定していた生存者叙勲で、最高位の大勲位菊花大綬章の贈与が予想されたため、落選でもすると最後が傷つくと、1963年の総選挙限りで池田が引導を渡した[417]。
- 一般に吉田と池田は師弟コンビとして語られるが、鬼塚英昭は経済オンチで経済政策を池田に丸投げした吉田を池田が尊敬するはずがなく、吉田は出世の階段を昇っていく手段としての師で、本当の意味での師は石橋湛山だったと推察している[418]。

### 石橋湛山
- 石橋湛山は1946年の第1次吉田内閣で大蔵大臣に就任した際[419]、推薦した小汀利得に「君の推薦で大蔵大臣になったが、大蔵省の小役人どものことは一向俺には分からない。だから君は俺の推薦の責任者として誰か次官を選んでくれ。但し俺が頭がいいから、俺の次官はなるべくぼんくらがいい。そして不可欠の要素は、俺と酒を飲んで見劣りのしないようなやつを選んでくれ」と注文を付けた。小汀は「ぼんくらで酒飲みなら大蔵省を見渡しても池田しかいない」と池田を推薦、石橋は即座に池田を大蔵次官に抜擢した[419]。石橋と池田は毎晩のように酒を食らったという。
- 石橋は大蔵省時代の上司と部下の関係から、戦後に共に政治家となると関係が悪化した。石橋は池田の不信任案に2度賛成し、池田は石橋を2度党から除名した[420]。石橋は池田の政策に何度も異議を唱え、池田は窮地に陥ったこともあるため、これらは出来レースではなく実際に仲が悪かったものと考えられる。しかし石橋が首相になったとき復縁した。石橋は金を持っておらず、池田の資金無くして総裁選を戦えなかった。この取り持ちは松永安左エ門と考えられる[420]。首相になった石橋は組閣人事で「他のポストは全て譲ってもいいから」と池田蔵相にこだわった[206][421]。石橋・池田コンビは「1000億円施策、1000億円減税」という積極政策を打ち出すが、同内閣は2か月の短命に終わった。石橋が3年ぐらい首相をやってその後池田と考えられたので[422]、そうなれば「国民所得倍増計画」に近いものが少し早く実現したかもしれないが、この1957年から1958年の段階では、石橋も池田も理論的にはまだ不十分で[423]、このコンビが続いたとしても経済成長政策がどのような形になったかは不明である。

### 佐藤栄作
- 旧制一高受験の際、名古屋の下宿で偶然に佐藤栄作と同じ宿に泊まり合わせた。池田は忠海中学校の同級生2人と、佐藤は山口中学校の同級生と、計5人で試験場に行き、入試が終わった日、5人で酒を飲み、大騒ぎして別れた[424]。ただしこの時点ではあくまで同宿人であって、友人として急速に接近するのは、互いに政界入りしてからである。
- 吉田学校の双璧といわれた池田と佐藤は、盟友でもあり最大のライバルでもあった[403][425][426]。両者は親友といわれることもあるが、五高で池田の1年先輩だった細川隆元は「表は兄弟のように親しく見えても、性格の相違とはおかしなもので、両方ともお互いにあまり好きでなかった」と述べている[427]。池田は佐藤より2歳年上だが2浪したため五高で佐藤と同級になり、さらに池田は病気で1年落第したため、佐藤が先に五高を卒業して東大に入った。佐藤は高文の成績が悪く東大卒業後に大蔵省には入れず、定員に満たない鉄道省に入ったが、池田は東大に落ちて京大に行った後、大蔵省に入った[428]。
- 1964年、池田の後を継いだ佐藤は、総理大臣として7年8か月の連続在任を記録したが、そのエネルギーは池田への激しい対抗意識があったといわれる[429][430]。佐藤は池田の3選阻止のため、1964年夏に自民党総裁選挙に立候補した際、記者団に「ソ連には南千島の返還を、アメリカには沖縄の返還を積極的に要求する。領土問題が片付かないと"戦後は終わった"とか、日米パートナーシップの確立とか、ソ連との平和外交の推進とかはいえない。池田内閣が沖縄の返還を正式にアメリカに要求したのは聞いたことがないが、私がもし政権を取れば、いずれアメリカに出かけてジョンソン大統領に対して正面からこの問題を持ち出すつもりだ」と話した。佐藤が総理大臣として後世に名を残すほどの業績を挙げようとする場合、その選択肢はおのずと限られるという事情があった。内政、特に経済面でいえば、「所得倍増計画」をひっさげて登場した池田に比べてどうしても影が薄い[431][350][432]。池田の後を引き継いで池田以上の経済成長はしたが、そもそも経済優先路線を批判して政権に就いたのであった。本来佐藤は経済は全くの素人で[433][434]、蔵相になって経済の勉強を始めたようなもので、「経済政策は基本的には池田路線の踏襲」[319]、「新しいものは何もない」[15]、「池田の成長戦略から漏れ出た部分をフォローするような政治」などと評された[435]。池田に比べて国民的人気も低く、池田の向こうを張って、どうすれば国民的人気を得られるかに腐心した[436]。外交面でも残る戦後処理案件は、日ソについては、領土問題が絡んで難しく、また反共主義者の佐藤が、中国や北朝鮮の国交正常化に本腰を入れる予測は皆無で、すると残りは沖縄返還しかなかった[430][437]。これが佐藤が政治生命を賭けて沖縄の施政権返還に取り組むに至った事情である。
- 池田と佐藤は、吉田茂門下という保守本流の基盤の上に長い交遊関係を続けていた[438]。池田ら5人が立候補した1960年の総裁選挙でも、吉田の説得もあり、結局兄の岸と共に同じ官僚出身の池田を支持し、党人派連合を破り、池田内閣をつくり上げた。佐藤には「池田内閣は、おれが作ってやった」という自負があった[430]。池田は1960年7月からの第1次池田内閣では、佐藤の要請を聞いて河野派を締め出し、大野伴睦の副総裁帰り咲きも見送りにさせたが、1962年7月からの第2次池田内閣 (第2次改造) では、池田は佐藤の要請を無視し、佐藤とは犬猿の仲の河野一郎を入閣させ、同じく佐藤と犬猿の仲の大野を副総裁に復帰させた。かつては"喧嘩河野"といわれ、敵が多かった河野であったが、入閣すると人が変わったように池田に尽くし、元々一本気な性格が似たところがあって池田も情が移り、佐藤を無視して河野とばかり相談するようになった[428]。これに佐藤は嫉妬し一悶着あり、池田と佐藤は急速に仲が悪くなった[428]。当時、政界では、池田に近い友人（佐藤）から遠い他人（河野）へ馬を乗り替えたというたとえ話が流行った[439]。佐藤からすれば、池田との間に「次は佐藤」という言外の信頼関係があるという思いがあり、池田再選（1962年7月）のときも、回りから「出馬すべし」の声が強かったが立候補しなかった[438]。ところが4年も経った池田3選のときには、さすがに池田に「俺に譲れ」と迫った。しかし池田が「まだやる」と佐藤の訴えを却下した。吉田を調停役に三者の会談が行われたが池田は譲らない。池田は吉田に会うのも避けるようになった。これで池田と吉田に完全に溝ができた[438]。佐藤はこれを「恩を仇で返す」離反とみなし、こうした両者の激しい対立関係が池田へのアンチテーゼとして佐藤の沖縄問題への傾斜を一層促すことになった。佐藤の時代に日本経済の高度成長期はピークを迎えるが、一般には佐藤独自の政策の効果というよりは、やはり池田からの延長線上の景気拡大と受け止められていた。佐藤は政権担当の前後から、自らの名誉獲得すべてを沖縄の施政権返還に託したのである。それは沖縄問題に突き進む以外の選択肢は見当たらなかったともいえる[430]。

### 宮澤喜一
- 池田をからかった「ディスインテリ」「非インテリ」などの渾名、「池田は書籍は読まない。読むのは書類だけだ」というジョークは宮澤喜一の作といわれている[440]。
- 池田は宮澤が大蔵省に入った時の身元保証人だったが、後年宮澤は「池田勇人なんて、当時（昭和16年）誰も将来、出世するとも思っていなくて、どうしてこの人に保証人になってもらったのかと聞かれたことがある」と話していた[441]。

### 福田赳夫
- 第2次池田内閣で高度経済成長政策を批判した政調会長福田赳夫をくびにし、福田や同調者を池田内閣の続いている間、完全に干し上げた[442][443][444]。安定成長論者である福田とは相容れなかった[445][280]。池田は派閥強化を助長し、派閥による党内抗争は池田内閣になってその弊害が増幅し、これが力の政治になり、力を得るための金権政治を増長させることになる[446]。福田は池田との対立を機に派閥解消などを掲げた「党風刷新連盟」を結成した[23]。これが後に福田派（清和政策研究会）に発展する[447][443]。
- 福田が池田と仲が悪くなったのは、1948年の昭和電工事件で福田が連座された際に、福田が大蔵省の同僚ということから池田のところへ、「自分の立場を理解して欲しい」と頼みに行ったら、池田が「よし、何とかしてやる」と言ったのに何もしてやらなかったのが切っ掛けと松野頼三は話している[448]。池田の後の大蔵次官は福田で当然と省内では言われていたから、池田は「あんな有能な人を、あったかなかったか分からん汚職で失うのは大蔵省の損失だ」と、せっせと裁判所に足を運び福田の弁護を買って出たと書かれた文献もあるので[13]、本当のところはよく分からないが、池田が大雑把で大酒飲みに対して、福田は秀才で酒を嗜まず、心から許して付き合う間柄ではなかったという[13]。池田と福田の確執は、福田と旧制一高の同期だった前尾繁三郎との対立が、池田、福田の抗争にズレ込んだ形跡が強く[13]、昭電汚職で出遅れた福田が無所属で政界入りして自由党に一旦入党したものの、そこは池田の勢威が行き渡って福田の入り込む余地がなく、すぐ岸の新党運動に走った。福田は1952年の抜き打ち解散に伴う総選挙で初当選し、池田に唯一自身から挨拶に行ったら、カネを出すから自由党に入れ、のようなニュアンスのことを言われた[449]。当時国会には参議院を含めて24人の大蔵省出身者がいたが、うち23人が池田の子分になっていた[449]。福田は池田の誘いをキッパリ断り、自らこれを「栄えある一議席」と呼んだ[449]。このスタート時点の違いに、すでに陽の池田、陰の福田の政治的位置付けの始まりがあった[13]。岸が何故福田を重用し続け、岸派が空中分解した際も福田派に身を寄せたかといえば、岸はずっと大蔵省との関係に腐心し、大蔵省傍流組である池田派が力をつけていく中、大蔵省本流組である福田を取り込みたいと考えていたからである[450]。

### 田中角栄
- 田中角栄は政治家デビューして間もない1948年ごろの29歳のとき、不当財産取引調査特別委員会委員として大蔵省官僚だった池田と知り合った。池田は当時48歳で、数字を並べてぽんぽん財政の話を繰り出され「大蔵省というところには、大変な人がいるものだな」と圧倒された[451]。池田の財政通ぶりに感心していたため、池田が1949年に政治家としてデビューして大蔵大臣に抜擢された際も、いち早く賛成に回った[452][451]。1955年の保守合同の際には、池田は自由党幹事長として岸信介と石橋湛山の自由党からの除名を決めたが、このとき筆頭副幹事長だったのが田中で、総務会で恩人・石橋の書類にサインをするとき池田が震えて躊躇していると、傍らにいた池田の腕を取ってサインさせた[189]。この幹事長・副幹事長コンビを組んだころから、田中は池田邸にしょっちゅう出入りするようになった。ざっくばらんに話をする田中を池田は可愛がった[453]。
- 池田も田中も同じ吉田門下であったが、吉田の寵臣として栄華を極める池田を見て田中は、池田につながって出世したいと策を巡らせ、田中の妻はなの連れ子・静子と池田の甥との結婚を仕組んだ[454]。田中は池田と縁戚まで結んで池田に付いていくつもりであったが変心した[200][454]。1956年12月に鳩山一郎首相の退陣に伴う総裁選があり、旧吉田派（当時は丙申会と呼んだ）[200][455]のうち、池田が石橋湛山を推し、佐藤が実兄岸を推したため、田中は佐藤に付いて行った。結婚式は1956年12月5日にあり、その日の夜に丙申会の派として誰を推すのか最終的に決める総会が開かれる予定だった。結婚式が終わり外へ出たところで、池田は田中に「お前、どうしても佐藤の方に行くのか」と言うと田中は顔が上げられず、ようやく顔を上げて「池田さんにはお世話になりました。しかしその一歩前から、佐藤さんにお世話になった義理があるのです」と言った。この義理とはかつて佐藤に長岡鉄道の顧問になってもらったことを指すが、それは本当の理由ではなく、総裁選では岸が勝つ、とすれば日の当たる場所に躍り出るのは佐藤であり、従って佐藤に付く方が自身の出世に有利であるとしたたかに計算したのである。また池田周辺には官僚上がりの有能な側近が取り囲んでいて、自身が入っても外様で次の次になる可能性が高く、その点佐藤の側近は有能な家来がおらず、佐藤派に付けばすぐに代貸しになれる、また池田派には大平がおり、盟友とは別の派に属する方がパイプ役として情報交換が出来るし得策という考えがあった[456]。池田は田中の肝の中を見透かし「お前はきついやつだなあ」と言った。田中は策を巡らせ、皮肉にも策が実って親戚になった日に、一度は盟主と仰いだ相手を裏切ったのである[454]。ところが政権を取ったのは佐藤より池田が先だった。
- 1961年池田内閣での田中の自民党政調会長就任、1962年第2次池田内閣での大蔵大臣就任は、先の1960年総裁選での池田の票集めに奔走したことを池田に認められ、池田から抜擢されたもので[457]、田中の成長は佐藤派の参謀でありながら池田の側近でもあったからといわれる[445][458]。特に第2次池田内閣における尋常高等小学校卒、44歳の田中の蔵相抜擢は、1890年日本の帝国議会開設以来、後にも先にも例がない[445]。田中蔵相と書かれた閣僚名簿を見た池田は「アレは車夫馬丁のたぐいだ。どこの馬の骨かわからん」と一蹴した[445]。「高度経済政策」を推進していくにあたって最も重要なポストである蔵相に、いくら池田と親戚関係になっているとはいえ、国家財政に一度も携わったことのない素人をあてることはできない[459]。ところが大平が「あの男ならやれます」と熱心に説得、党内の反発を押し切って池田はこれを了承した[445][459]。田中と大平の関係が密になるのはここからである[460]。田中の蔵相抜擢を聞いた佐藤は「あいつはおれを売って池田の子分になった」と激怒したといわれる[459]。田中の抜擢は、時として反旗を翻すことのある大蔵省へ池田が打ち込んだ"楔"という見方や[450]、金融や財政に素人の田中を据えて、事実上の実権を裏で池田自身が掌握する、総理と蔵相を自身で兼ねて自ら陣頭指揮を執り、田中を傀儡蔵相に仕立てた池田の策略という説もある[461]。池田と田中には長い因縁があった。野田卯一は「池田に対して田中を強引に蔵相に推薦したのは佐藤」と述べている[462]。岸、池田時代にまさか田中が総理になると思う者は党内にいなかった[462]。田中は石橋の死後一周忌で「池田さんは大蔵次官のとき、石橋さんに拾い上げられて、それからトントン拍子で政界をのしていかれた。うらやましいと思い、私は池田さんにそのように自分を引き立てて欲しいと頼み、そうしてもらいました」と話している[463]。田中は池田内閣で2年4か月大蔵大臣を務めるが、「所得倍増計画」に代表される池田の経済主義路線は、開発政治の旗手である田中に絶好の機会を与えた[464]。田中はこの大蔵大臣就任期間の間に、得意の人心収攬術と政治力で誇り高い大蔵官僚を押さえ込んだといわれる[465]。田中は池田が進めた利益誘導政治の形成・展開に便乗したばらまき財政により政治基盤を固めていった[466][467]。

### その他政界関係者
- 五高で池田と佐藤栄作の1年先輩だった細川隆元は、その後生涯にわたり親交があった。しかし細川がホストを務めたTBSの『時事放談』で細川が「所得倍増計画」を何度もしつこく批判した[468]。小汀利得は池田びいきで「俺はそうは思わぬ」と反論したが、池田に会ったとき「君は最近おれの政策をいろいろと批評しているようだが、やめてくれ。君は財政、経済の知識はゼロだ。おれの財政経済の知識は日本一だ。一度ぼくが君に経済の講義をして聞かせるから家に来い」と言われた[419]。すると細川は「総理大臣ともあろうものが、講義とは何だい。講義抜きで国民が納得するような経済行動をとるのが政治家というものだ」と言い返したため、「これからは君と会う必要はない」「以後絶対に君とは口を利かない」などと喧嘩別れして、そのまま池田が他界するまで絶交状態が続いた。腹が立った細川は『時事放談』で「池田は、人づくり、人づくりといって委員会を作ったが、川口松太郎を入れたのはどういう意味か。彼は本妻のみならず、二号、三号にいろいろ子供を持っているのは周知の事実だ。池田の言う人づくりとは、妾に人をつくらせるという意味か」と批判した[419]。細川は「池田君と言うのは、鼻柱が強く、一度いい出したらテコでも動かぬ自信満々の荒々しい人間であった」と述べている[468]。
- 池田が最も心を許したのは、同じ明治32年の亥年生まれで集まる亥の「二黒会」のメンバー、小林中、水野成夫、小池厚之助、堀田庄三、東畑精一で、池田が総理になってからも「おまえ」「おれ」と呼び合う仲であったが、この中でも池田が一番の酒豪であったという[469]。池田が亡くなると急に淋しくなり、話が上手な水野が亡くなると集まることがなくなったという[367]。
- 蔵相時代の池田の秘書官を務めていたころの大平正芳は、陽明学者の安岡正篤に歴史上一番偉い秘書官は誰かと質問したところ、安岡は織田信長の草履とりを務めていた間に信長の欠点を知り尽くした豊臣秀吉であると答え、以後、大平は池田の欠点を知り尽くして政治家になるための経験を積んだという[470]。
- 安岡とともに歴代内閣にパイプを持っていた人物に四元義隆がいる[471]。黒幕などと取り上げられる人物であるが、四元が一言「四元です」と電話をかけたら、秘書も側近も用件を聞かずに取り次ぎ、歴代総理が即座に電話に出たといわれる。四元はかつて吉田茂の義父である牧野伸顕を狙ったこともあったが、吉田が何故かかわいがったため、戦後の内閣に影響力を持つようになり、池田が総理のときも、池田邸の人目につかない早朝吉田の内密の手紙を持って来たりした。鬼塚英昭は、四元は迫水久常から派遣された人物と推察している[472]。四元は唯一の事業が田中清玄が設立した神中組という土建会社で、その後三幸建設という社名に変更したが、この会社が経営不振に陥ったとき四元が譲り受け、池田が応援し再建した。四元が池田を揶揄するような記述も見られるが、池田からすれば吉田が四元の話を1時間でも2時間でも熱心に聞くので、我慢して拝聴していただけで「あの人の話は退屈でたまらん」とこぼしていたという[473]。
- 三木武夫とは、旧野村銀行の人脈で親しく付き合うようになった[233][注釈 13]。池田が自由党政調会長時代には改進党の三木とよく政策調整をやり、1955年の保守合同で同じ自民党になると「おれは自由党の本流、きみは改進党の本流、ともに提携して新しい政治をしよう」とよく秘密に会っていた[196]。その後も、池田内閣時代も三木は閣僚・党三役として池田を支えた[233]。第2次池田内閣 (第1次改造) のとき、党近代化を進める党組織調査会の会長に三木を抜擢した。池田が三選なった1964年7月10日の自民党総裁選では、三木政調会長の功績があったことから7月18日に発足した第3次池田内閣 (改造) で、三木を幹事長に抜擢した[474]。他派幹事長のはじめである[474]。
- 1961年4月に東南アジアに視察に出かけ行方不明になった辻政信は、池田と懇意であったことから「池田特使説」がある。池田がケネディに会うことになったので、辻が東南アジアの新しい情報収集を池田に頼まれていたというものである[475]。辻は岸が安保騒動で倒れ、池田が首相につくと、俄然生気を取り戻し「岸とは性格的に合わないが、池田さんはわしの気持ちを分かってくれる男だ」と誉めていたという。池田の秘書・伊藤昌哉は辻の出発の10日ほど前に辻に呼び出され「旅費と現地大使館の便宜を図って欲しい、その代わりに東南アジアの情報をおみやげに持ってこよう」と言われ、池田に報告したら「善意の押し付けだ」と言ったが、せっかくなので辻の申し出を承諾した、しかし池田から頼んだことではないと述べている[475]。
- 1960年代にインドネシアのスカルノ大統領と池田をつなぐ仲介役を務めたのは、夫人のデヴィであったという。デヴィは池田と家族ぐるみの付き合いがあったといい「日本外務省にはこき使われました」と話している[476]。
- 西武グループの創業者で衆議院議員でもあった堤康次郎は池田と親しく[477]、1964年、池田が死去する少し前に死去したが、後援会は父の秘書を務めたことのある息子の堤清二に地盤を受け継ぎ政治に出てくれと頼んだ。池田が清二に親父の後を継がないのか」と尋ねると「自分は政治家に向かないと思います。しかし地盤は残っているので、総理から誰か推薦いただければ」と言うので、池田が大蔵省の青山俊を推薦し、清二に「口説いてくれ」と頼んだ。しかし青山も清二と同様に政治が嫌いでやはり断わり、青山が山下元利を推薦し、池田も大蔵省時代の部下だった山下を知っていて「山下ならいい」となり、山下が堤康次郎の地盤を継ぐことになった[478][479]。しかしほとんど面識のない山下に地元から不平不満が爆発し、池田も没したため、清二は佐藤栄作総理から田中角栄幹事長を紹介され、田中が滋賀県議10人を前に料亭の畳に額をこすりつけ、「山下元利を男にしてやってくれ」と頼み込み話がまとまった。田中と山下の師弟コンビはここに始まる[479]。また先の堤康次郎の死に際して清二が跡を継がないと表明したため、弟の堤義明がコクド・西武鉄道グループを引き継いだが、康次郎は生前、相続税に疑問を持っていて、その対策により相続税が0円になるようにしていた。西武という巨大企業の創業者の遺族が相続税0では世間で通らないと、清二は税の専門家である池田に相談し、池田のアドバイス通り1億円以上の相続税を支払った。しかし40年後、義明が西武鉄道株を他人名義にしていたことが発覚し、西武グループの総帥として君臨していた座から転落した。清二は「あのとき池田さんに名義株のことをきちんと話していれば、西武鉄道グループが、今のような憂き目を見ることもなかった。それが残念でなりません」と話していた[479]。
- 前述した大平正芳と、宮澤喜一、黒金泰美は、池田勇人側近の「三羽ガラス」と言われ、このうち大平正芳と黒金泰美は池田内閣で官房長官になった。またこの３人とは別に、池田内閣で３番目の官房長官を務めた鈴木善幸も、保守合同後は池田勇人に可愛がられ、池田勇人の側近として活躍した。

### その他の人物
- 旧制忠海中学校時代の1年先輩にニッカウヰスキー創業者の竹鶴政孝がおり、池田は寮で竹鶴のふとんの上げ下ろしなどもした。池田と竹鶴の親交は池田が亡くなるまで続き、池田が首相になっても「日本にも美味しいウイスキーがある」と言って、外国の高官に竹鶴のウイスキーを薦めるほど、生涯変わらない友人だった[480][注釈 14]。

## エピソード

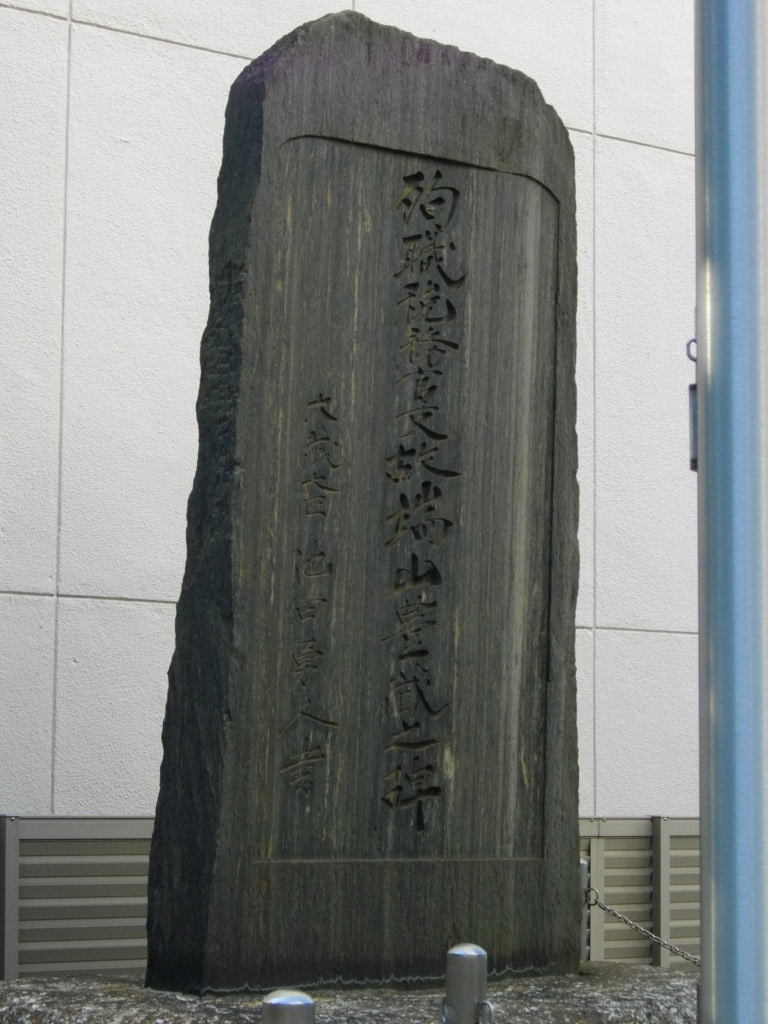
池田の筆による神奈川税務署員殉職事件の殉職税務官顕彰碑の碑文

- 旧制五高在学当時、酒代があまりにかかるので、趣味と実益を兼ねてそば屋と一杯飲み屋の屋台「池田屋」を開業した。しかし友人たちにツケで飲ませ、自身も一緒に飲むといった放漫経営で、わずか3日でつぶれた[481]。のちに自らの派閥「宏池会」を率いる親分肌が表れたエピソードである[307]。
- 津島寿一が課長時代、一事務官だった池田と酒を飲んだ席で財政論で喧嘩になり、池田が大勢のいる前で津島に組み付いて捻じ伏せたが、津島は柔道の大家で逆に押さえつけられた。それでも池田は「体は俺の方が下に捻じ伏せられているが、財政論では俺の方が上だ」とわめき散らした[419]。
- とにかく家の中は人で溢れていた。朝は6時に郷里広島の人たちが夜行列車で東京に着くとそのまま池田邸に訪ねて来るので、やかん酒とスルメを出して長旅を労った。夕食後には大蔵省や通産省などの官僚と勉強会。入れ替わりに番記者と夜中1時ごろまで懇談が続く。毎日何十人と人が来るので魚屋では間に合わず、娘の紀子が長靴を履いて築地市場に通い箱ごと魚を買って帰り家で捌いて客に出した[482]。
- 池田が主税局長に就任したのは1945年2月17日であるが、このころは既に敗戦色濃く、主税局や税務署は本来の徴税の仕事は不可能で[422]、主税局は当時、国有財産管理の仕事を主に行っていた[422]。林房雄著『随筆 池田勇人』のみ、主税局長就任の1ヵ月後の「3月16日に軍需省参与・大東亜省交易局参与に任じられた」と記述されているが、具体的にどんな仕事をしていたのかは書かれていない[483]。鬼塚英昭は、池田はその後国有財産の管理をやっていたのだろうと推察している[422]。1945年2月からGHQが日本を支配することを想定し、皇室財産担当のウィリアム・マーカット少将を局長とするGHQ経済科学局 (ESS) は、皇室財産目録の作成にかかり、宮内大臣になっていた石渡荘太郎が宮中内に天皇財産管理室を作り、宮内庁の役人にできる仕事でないため、迫水久常からの進言を受け、津島寿一大蔵大臣が数字に強い池田を皇室の財産管理人として指名、この財産の中の処分しきれない金塊、プラチナ・ダイヤモンドなどを池田が外部に移した、またこれとは別に敗戦2年前に東条英機首相が国民から供出を訴えて集まった金、銀、ダイヤモンドなどのうち、工業用には使えないものを集め「日本金銀運営会」を立ち上げ大蔵省の管理下に置いた、この運営は迫水と三浦義一が行ったとする文献が多いが、三浦は一役員で、実際は迫水と池田が共同運営した、戦後贅沢三昧で遺産を食い潰し金を持っていなかった吉田茂に迫水と池田が「金銀運営会」から金を引き出して渡し、吉田は首相になったのであろうと推察している[422]。
- 池田は占領下の日本において、ESSのマーカットやジャパン・ロビーのドッジやドレイパーらと親しくなっていき、CIAからも見返り資金（通称：キャンデイ）を一番貰い、彼らの要求にも応えた。池田は戦後のどさくさ紛れの隠し金、「天皇マネー」、「日本金銀運営会」（大蔵省外郭団体）、「隠退蔵物資」の管理者との指摘もあり[422]、隠退蔵物資事件では世耕弘一から国会で追及を受けている[484]。その他、豊富な献金ルートを持っていてアメリカの要求に応えることが出来た。
- もちろん応えられる実力もあった。アメリカの要求とは、短期的にはドッジによる銀行集団が戦前に日本に投資した金の回収と再投資で、これには数字のエキスパートである池田が必要だった[485]。また長期的にいえば、日本をアメリカ好みにコントロールすること、その基礎は親米であり[486]、権力欲の強い池田とは利害が一致した。鬼塚は、戦後の日本の政治家で最も力を持っていたのは「天皇マネー」を握った迫水と池田、特に他にも豊富な資金源を持った池田だったと推察している[418]。
- 太平洋戦争に敗れた3日後の8月18日、内務省の橋本政実・警保局長が各府県の長官（県知事）に、占領軍のためのサービスガールを集めたいと全国で慰安婦を募集、当時大蔵省主税局長だった池田の「いくら必要か」という質問に、野本特殊慰安施設協会副理事長が「1億円くらい」と答えると、池田は「1億円で（日本女性の）純潔が守られるのなら安い」と答え、特殊慰安施設協会が8月27日に東京大森で開業し、1360名の慰安婦がそろったとされる[487]。
- 「ドッジ・ライン」開始直後、池田とドッジの話し合いにより、円相場を1ドル＝360円に切り下げる合意がなされ、1949年4月25日より適用された[488]。その後経済が安定し、日本側からレート変更の要望が出されないままブレトン・ウッズ体制による固定相場制が固まったため、360円レートは永らく維持された[58]。
- 1949年8月27日に出された1回目の『シャウプ勧告』の報告書にあった「net worth tax」を「富裕税」と日本語に訳したのは池田だという[489]。内容からいけば"財産税"であるが、1946年に導入された「財産税」が封鎖預金の騒ぎを起こしたため、池田がこれを避けて、辞書で代わりになる言葉を調べ、最初「富有税」としたが、柿の名前のようなので"有"にあたる字を調べると"裕"を見つけ「富裕税」とした[489]。
- 蔵相時代、いずれも後の総理になる大平正芳、宮澤喜一を秘書官に配し、対外折衝の要衝財務官に渡辺武、ブレーンの官房調査スタッフに石野信一、下村治らを擁して、磐石の政策決定構造を持った[405][490]。池田は人の使い方が非常に上手く、彼らとともに戦後不況を乗り切った[57][405]。
- 根津嘉一郎が死去した際、故人の遺志で遺産は寄付されることになっていたが、まず相続してから寄付せよとの税務署の意向に、東京国税局長として故人の遺志を尊重させ、それが甲州系の実業家を動かし吉田内閣への蔵相入閣につながった。小林中は根津美術館建設の税対策担当者として国税課長時代の池田と知り合った[491]。
- 1951年、日本医師会の田宮猛雄会長、武見太郎副会長が健保の診療報酬の大幅引き上げを迫って来た[492]。厚生大臣の橋本龍伍、池田、田宮の三者会談が連日のように開かれた。税制のプロ・池田は一点単価18円40銭などとても呑めないと一歩も譲らず、両者の主張には大きな開きがあったが、吉田が「医療は大事な問題だから何とかしてやれ」と池田を説得にかかり、最終局面で池田が決断を下し「わかった。差額は税で措置する。まかせて欲しい」と胸をたたき、日本医師会の要求と池田の主張との間にあった5円90銭分72%、診療報酬の72%までを必要経費として認めたものが「医師優遇税制」として1954年に導入された[66][493]。抵抗の気配を見せた大蔵省の事務当局を池田が抑えたといわれる[494]。その後「医師税制」を抜本的に見直すような力量を持った大蔵大臣は出ず[66]、不公平税制の代表のようにいわれ続け、1974年の第2次田中角栄内閣 (第1次改造) から、改正に向けて議論が本格化したが、日本医師会の強力な抵抗があって先送りが続き[494]、1979年に収入金額に応じて異なる率を導入する形での改善がなされるまでこの税制が続いた[494]。しかし、72%までを必要経費として認めるという60年以上前に池田が決めた基本制度は、今日まで残っている。なお、武見太郎は著書で上記の交渉を大磯の吉田茂邸で、武見と池田の2人で酒を飲みながら決めたと書いているが[67][494]、当時、厚生政務次官として折衝の一部始終を見たという松野頼三の証言を優先した[66]。
- 出光興産が商業者から製造業へ転換するきっかけとなった出光興産徳山製油所（1957年竣工）建設のための敷地払い下げは、当初、地元の大勢は、石油精製に実績のある昭和石油に傾いていたが、出光佐三の要請を受けた池田や石橋湛山通産大臣、松永安左エ門らの援助により、出光興産が逆転獲得した[495][496]。また1959年、池田が通産大臣のとき、ソ連との長期貿易協定を結び、出光にソ連からの原油輸入を手引きした[496]。
- 1959年7月、この年キューバ革命を成功させたチェ・ゲバラが特使として来日、第2次岸改造内閣の通産大臣を務めていた池田が会談した。ゲバラは「日本にもっと砂糖を買って欲しい」と申し入れたが「現在の両国貿易は日本側の入超になっている。キューバこそ日本商品をもっと多く買い付けるべきだ」と断った[497]。ゲバラは池田と会見した後、予定になかった広島へ訪問に向かったといわれる[498]。
- 池田が将来の総理という意識を始めたころ、最もライバル視したのは人脈も豊富で、政治家としては池田より格上だった緒方竹虎だったが、緒方はそこへ手が届く直前に突然亡くなった[499][500]。
- 総裁選への出馬に際して、池田は同郷の先輩政治家肥田琢司に協力要請をした。岩淵辰雄は「池田勇人氏を再び岸内閣に迎え、安保条約の成立では、池田氏が身を挺してこれを支持したことであったが、それも肥田さんの努力の賜物であったし、岸内閣のあとに池田内閣が成立したのも肥田さんの力に負うものが大部分であった」と述べており[501]、池田から協力を懇願されていた肥田は人脈を生かした工作に加え、資金面でも大きく貢献した[502]。
- 総理就任の際、3人の娘に喪服を用意したという[503][504]。
- 1960年、広島県人が皇太子に拝謁した際、同年8月6日の広島平和記念式典への出席を要請し皇太子が承諾した。皇族はそれまで一度も同式典に出席したことがなかったため、アメリカが難色を示して大変深刻な問題となった。この年7月19日に池田政権が発足し、官房長官となった大平にも圧力がかかった。外務省も頭を痛めたため、大平が池田首相に「やめにしたら」と言うと、池田は断固として「アメリカに気兼ねはいらん。皇太子が約束された以上、皇太子は行かねばならん」と言ったという[257]。
- 1960年、第1次池田内閣の発足で、日本初の女性閣僚として中山マサを厚生大臣に起用したが、1961年4月からの「国民皆保険」導入にあたり、日本医師会の武見太郎会長が制限診療の撤廃など、素人には難しい要望書を提出してきた。厚生省の大臣室で武見と面会した中山は役人のメモを読みながら回答していたため、武見は立腹してメモを受け取り、中山や官僚の制止を振り切ってそのまま池田の元へ行き、「あんなばかなやつを厚生大臣にするなんてどうしたわけですか」と言うと、池田は「こんど総選挙をするから女の票が欲しい。女性議員でまともなのはいないかと聞いたら、あれが一番良いというから起用したんだ。そんなに怒んなよ」という回答であった[505]。中山の退任後に近藤鶴代が科学技術庁長官兼原子力委員長として入閣するが、その後の女性閣僚は中曽根内閣の石本茂まで約20年空いた[506]。
- 「政治は結論だ。経過は役人だ」と政治家は結論だけ打ち出して、その経過は役人に任せりゃいいという自論を持つなど[507]、役人上がりながら大胆不敵であった。演説も上手く、一千億円減税を打ち出す際、実際は3年でやるのを「所得倍増!」「一千億円減税!」とバーンとぶち上げた後、小声で「3年で」と言っていたという[507]。また、「みなさんが着ているワイシャツは870円くらいでしょう。これが社会主義国のソ連だと4300円もします。日本の五倍ですよ」「いま日本の国民所得はアメリカの八分の一に過ぎません。西ドイツの三分の一です。せめて西ドイツぐらいにはなりたい。それが出来るんです。日本の経済には、それだけの力がついているのです」「今後10年で実質所得は二倍になる。月給が二倍になるのです。そのときこそイギリスの大思想家ベンタムが唱えた、最大多数の最大幸福、という政治理想が実現すると私は信じるものであります」などと、分かりやすい数字を挙げ、身近な日常品から、経済、景気、政策へ入っていく。池田の街頭演説は大いにうけた[508]。
- 当時日本経済新聞の記者で同郷でもあった中川順は、著書に池田との思い出にページを割き多くのエピソードを書いているが、唯一残念なことは日経の「私の履歴書」が日の目を見なかったことと話している。池田が大蔵大臣就任以来、赫々の"武勲"よろしく男の階段を登り始めて以来、中川は履歴書執筆をねばり強く交渉し続けたが、「総理にでもなればね」と断り続けられ、総理になると繁忙で駄目になり、そのまま世を去ってしまった。総理経験者で「私の履歴書」に登場しなかったのは、吉田茂と三木武夫らわずかで、池田は中でも惜しまれる人物であった、と中川は話している[405]。
- 総理時代の池田が「財界四天王」の小林中、桜田武、永野重雄、水野成夫と会うのは、極秘中の極秘。もう一人小間使いとして同席したのが鹿内信隆であった。池田は総理在任中、約束通り待合には行かなかったが「栄家」と「福田家」だけは利用した[509]。

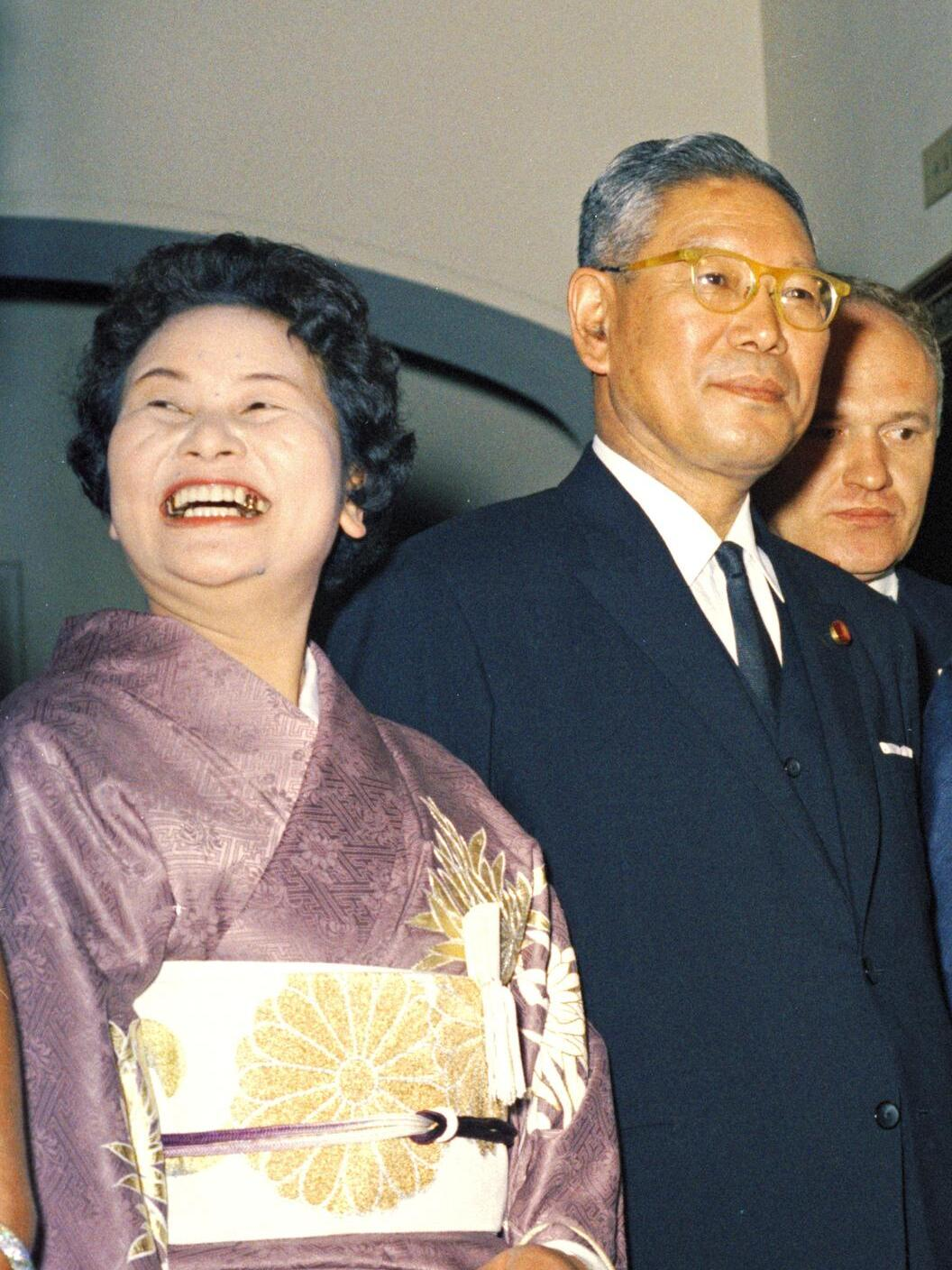
1961年6月の訪米時に妻・満枝と

- 1961年6月の訪米で、ジョン・F・ケネディ大統領と会談する際、夫人がジャクリーン・ケネディなので、こちらも夫人同伴がいいのではないかという話になり、池田の妻・満枝が同行した[510]。首相夫人が外遊などに同行する先駆けとなった[136][510][511]。
- 日本の核武装について積極的であった。1962年11月の訪欧時、ロンドンで英首相ハロルド・マクミランと会談した後、「日本に軍事力があったらなあ、俺の発言権はおそらく今日のそれに10倍したろう」と慨嘆し、各国首脳との接触を重ねるうちに、経済力の裏付けしかなく軍事力の後ろ盾を欠く外交の弱さを思い知らされていたという[201][512][513]。酒が進むと核武装について話しはじめるのが毎度のことで、「被爆地広島を選挙区に持つ政治家の発言することではない」と周囲が諫めても聴きいれなかった。三木が池田の発言を漏らして大事になったこともある[514]。また1961年6月、米国でケネディと会談した際、ケネディに対し、米国が核実験再開に追い込まれた場合、米側の立場を「了解する」と明言したとされ[515]、池田は米国からの日本国内への核兵器持ち込みを知っていたとされるが（日米核持ち込み問題）[516]、1963年3月の参議院予算委員会で「核弾頭を持った潜水艦は、私は日本に寄港を認めない」と答弁した[516][517]。この発言にライシャワー駐日アメリカ合衆国大使が慌てて1963年4月4日、大平外相を密かに呼び、大平が核密約（日本国内の基地への核兵器の持ち込み）の内容を確認し、日本国内への核兵器持ち込み（イントロデュース）を了承したとされる[516][518][519]。
- 第2次池田内閣時代の1963年5月14日に「全国戦没者追悼式実施要項」が閣議決定し、同年から8月15日に政府主催で全国戦没者追悼式が行われるようになり、8月15日が終戦記念日と法的に定められた[520][521]。この1963年8月15日は靖国神社で行われ、天皇、皇后臨席の下に池田以下全閣僚、衆参両院議長が列席した[417][522]。それまでにも民間で追悼行事は行われていたが、国家が主体となって8月15日に追悼行事をやることが、この時に初めて打ち出された[520][523]。これが今日まで問題になっている8月15日の首相、閣僚の靖国神社参拝は合憲か違憲かという論争の発端であるが、このときはさして問題にはならなかった[417]。前年は日比谷公会堂で行われたが、日本遺族会から強い要請があり、自民党内の支持も強く、総裁三選の絡みもあって会場をこの年靖国神社に移した。この件に関して池田は積極的だったという[417]。池田は「戦後わが国の文化と経済の著しい発展は、その底に祖国の栄光を確信して散った多くの人々の願いあったことを忘れてはならない」と式辞を述べた[523]。以後、毎年8月の追悼式の首相式辞において、「わが国の平和と繁栄は戦没者の尊い犠牲の上に築かれている」という文言が定着していった[523]。
- 1963年、国鉄総裁の起用に財界人の抜擢に執念を燃やし十河信二を辞任させた上で、綾部健太郎運輸大臣に後任総裁の人選を指示した[524][525][526]。池田が財界人の起用にこだわったのは、当時池田の対中接近などで政敵になっていた佐藤の国鉄への影響力を絶ち、公共企業体としての明朗な国鉄カラーを取り戻し、国鉄経営に民営色を強め、思い切った経営合理化を実施しようと考えたからであった[525][526][527]。それが分かるだけに財界人はよけい尻込みした[526]。松下幸之助や中島慶次にも断られ、結局池田から人選を頼まれた石坂泰三（経団連会長）が、親友石田礼助に頼み、石田が後任総裁に決まった[525][526]。
- 1963年に旧友の坂口芳久日本相互銀行社長が急逝した時、池田が日本長期信用銀行副頭取に天下りしていた河野一之を後任社長に送り込むにあたり、合転法を成立させ普通銀行に移行させるなどの便宜を図った[123]。1973年には合併により太陽神戸銀行となって以降も、大蔵省と近い関係を維持していた[123]。
- 1963年11月、暗殺されたケネディ大統領の葬儀参列のため渡米し、11月25日のセント・マシューズ教会での葬儀とアーリントン国立墓地での埋葬式に参列。同行した秘書官の伊藤昌哉に池田はぽつりと「伊藤君、これが政治家の死というものだ。オレもできたら短刀を突き刺され、弾丸のひとつも撃ち込まれて死にたいと思っている」と言ったという[528]。
- そのケネディ暗殺の2週間前に当たる1963年11月5日には、衆議院選挙のため訪れた福島県郡山市で、池田自身が暴漢に襲われそうになっている。演説終了後に記念撮影をしようとしていたところ、聴衆の一人が25cmの短刀を抜いて体当たりしようとしたため、ただちに警察官に取り押さえられたもの[529]。なお、翌6日に「何か近づいてくるような気がしたので、もしそばへきたらけとばしてやろうと思っていた。こんなことを気にしていたら、大衆に接する政治家はつとまらない」と語っている[530]。
- 1964年の総裁選で3選後、外国人記者に「池田内閣は来年（1965年）7月で終了し、次期（首相）は佐藤に間違いない」と言われると「オレは長年続けて首相を務める。アデナウアーのように、だ」と答えた[531]。
- 数字に強いのが売りだったため、城山三郎が「数字の使い方が違う」と新聞に書くと、池田の秘書から電話がかかってきて池田の自宅に呼びつけられた。城山が「この数字はおかしい」と言うと、新しい資料を持って来て「これでどうか」と応じた。「やっぱり僕の考え方と合わない」と言うと「あなた、大学で教えているそうだけど、大学での資格は何だ?」と聞かれ、専任講師と答えると「僕を教えられるのは、講師でなく教授だよ」と言われたという[532]。
- 1964年、病気退陣の直前、戦後初めて日銀総裁に民間人として宇佐美洵を据えるよう佐藤に申し送った[533][534]。これはそれまで歩調を合わせていた大蔵省の同期・山際正道が次第に政策面で折り合わなくなっていたための交代である[535]。宇佐美は三菱銀行（現：三菱UFJ銀行）頭取のときに、桜田武の斡旋で、岩佐凱実富士銀行頭取、中山素平日本興業銀行頭取の金融トリオとして池田に接近したことに付き合いが始めるが[536]、岩佐、中山が自主調整論の信奉者であったのに対して、宇佐美は自由経済を尊重し、その基盤に立つ成長のバイタリティーを評価する点で、3人の中では池田に近く最も密接な関係があったといわれる[533]。
- 児玉誉士夫が吉田内閣のとき、反吉田運動のテコにしようと池田のスキャンダルを握って暴き立てようとしたところ、池田の某側近がやってきて「勘弁してくれ、そいつを暴かれると池田の政治生命が断たれてしまうから」と手をついて頼んできた。しかし児玉が「いや許すわけにはいかん」と居丈高に断ると側近が「いや、実は他にもこれがある、これがある」とみんなペラペラ洗いざらい喋った。児玉の方がびっくりして「これは保守政治全体が危ない」と思案し、暴くのを止めたという[537]。
- 池田は、その死の直前に「自分は国民を甘やかす政治をしてしまった」と言い残したといわれる[538]。池田は自身の公約が着々と実現されていくのを見ながら、憂鬱に囚われていたともいわれる。秘書の伊藤昌哉はこの言葉の意味を「経済を良くしたことで、賃金も労働条件も国民は要求するばかり、国家はそれを聞いてやるばかりになった。国民は国家の一員だということ、国家に対する義務や、国家が国民に期待することを果たす責任も、国民にあることを説明するのが下手だった」「戦後日本の政治は父親の政治ではなく、母親の政治をやってしまった、甘やかすことに長じていて、自分の足で立っていないような国にした」と解説している[538]。伊藤は「池田が残した思いとは、国防を自前でやることと、憲法改正だったと思う」と話している[539][538]。

## 官歴
- 1925年4月：大蔵省へ入省。銀行局属[11]。
- 1927年7月：函館税務署長。
- 1929年12月：宇都宮税務署長。
- 1931年5月：病休（〜1933年5月）。
- 1934年12月：復職（新規採用）[10]。
- 1934年12月：玉造税務署長。
- 1935年6月：熊本税務監督局直税部長。
- 1936年11月：主税局。
- 1937年10月：東京税務監督局直税部長。
- 1939年4月：主税局経理課長。
- 1941年12月：主税局国税課長。
- 1942年11月1日：主税局国税第一課長。
- 1944年3月29日：東京財務局長。
- 1945年2月28日：主税局長。
- 1946年5月1日：主税局長 兼 主税局関税課長事務取扱。
- 1946年6月1日：主税局長。
- 1947年2月6日：大蔵次官。
- 1948年3月11日：退官。

## 栄典
- 1965年8月13日：贈大勲位菊花大綬章

## 家族・親族

### 池田家
（広島県竹原市、東京都）
- 生家が造り酒屋というのは、当時の政界進出者の一典型で、地元では素封家ということになる[460]。
- 父・吾一郎
酒造りや煉瓦の製造、塩浜の経営、郵便局長などをやり、有為転変があった[21]。
- 母・ウメ
- 前妻・直子（貴族院議員・伯爵広沢金次郎の三女、参議広沢真臣の孫）
直子の兄の姻戚には侯爵大隈信常がおり、華族の名門である[540]。地方の素封家の息子でも「学士の大蔵官僚」とあれば、華族の令嬢との結婚はごく当たり前のことだった[540]。学士と華族の結びつきは、親たちの名門意識を支える一つの手段であった[540]。
- 後妻・満枝（医師大貫四郎吉の二女、母の従姉妹の娘で、池田とは再従兄妹に当たる）
満枝は医者の娘で広島の名門山中高等女学校、名古屋の金城女子専門学校を出た才女だった[541]。池田の先妻直子が学習院出だからと娘たちも学習院に通わせた[540]。実兄の大貫修郎は陸軍少尉・軍医である。旧制崇徳中学校、旧制千葉医科大学を卒業し、戦後地元の竹原で開業医となった。
- 長女・直子（近藤荒一郎の妻）
前妻と同じ名がつけられている。
直子の嫁ぎ先は、戦後の“金融王”といわれた近藤荒樹の長男の荒一郎[541]。いわゆる庶民金融の草分けで、池田が岸内閣の蔵相として活躍していた1957年ごろは、高額所得番付で全国6位にランクされるほどの資産家だった[541]。この2人の結婚は昭和33年（1958年）1月[541]。当然ながら世間から、“池田は資金源を身内に入れた”と見られた[541]。また、この婚姻で池田家は、荒樹の後妻が元伯爵の明治神宮宮司甘露寺受長の長女・績子という関係から旧皇族の北白川家までつながり、箔をつけている[541]。
- 二女・紀子（大蔵官僚、政治家池田行彦（旧姓粟根）の妻）
池田家の養子になったことについて池田行彦は「たまたまって感じですね。大蔵官僚は仕事がいそがしいので、女性とめぐり合う機会が少ない。そこで紹介というのが多くなるのですが、たまたまそれが池田の娘だったということですよ」と述べている[542]。
  - 孫・宏子(1971年7月8日生、学習院中退[543])
  - 孫・明子(1973年7月10日生、学習院法学部卒[543]、エルメス社員[544])
  - 孫・恭子(1975年2月5日生、学習院法学部卒)
- 三女・祥子（日本ゴム会長石橋進一の長男でブリヂストンタイヤ会長石橋正二郎の甥にあたる石橋慶一の妻）
この結婚で池田家はさらに閨閥を広げ、鳩山一郎、石井光次郎、三井財閥の團一族とも“血の連鎖”を結ぶようになった[541]。
- 甥・山持巌（妹　コトヨの四男）、田中角栄の養女（静子）と結婚

### 系図
|  |  | 北白川宮能久 | 北白川宮能久 | 北白川宮能久 | 北白川宮能久 | 北白川宮能久 | 北白川宮能久 |  |  | 満子       | 満子       | 満子       | 満子       | 満子       | 満子       |  |  |            |            |            |            |            |            |  |  |            |            |            |            |            |            |  |  |            |            |            |            |            |            |
|  |  | 北白川宮能久 | 北白川宮能久 | 北白川宮能久 | 北白川宮能久 | 北白川宮能久 | 北白川宮能久 |  |  | 満子       | 満子       | 満子       | 満子       | 満子       | 満子       |  |  |            |            |            |            |            |            |  |  |            |            |            |            |            |            |  |  |            |            |            |            |            |            |
|  |  |              |              |              |              |              |              |  |  |            |            |            |            |            |            |  |  |            |            |            |            |            |            |  |  |            |            |            |            |            |            |  |  |            |            |            |            |            |            |
|  |  |              |              |              |              |              |              |  |  | 甘露寺受長 | 甘露寺受長 | 甘露寺受長 | 甘露寺受長 | 甘露寺受長 | 甘露寺受長 |  |  | 績子       | 績子       | 績子       | 績子       | 績子       | 績子       |  |  |            |            |            |            |            |            |  |  |            |            |            |            |            |            |
|  |  |              |              |              |              |              |              |  |  | 甘露寺受長 | 甘露寺受長 | 甘露寺受長 | 甘露寺受長 | 甘露寺受長 | 甘露寺受長 |  |  | 績子       | 績子       | 績子       | 績子       | 績子       | 績子       |  |  |            |            |            |            |            |            |  |  |            |            |            |            |            |            |
|  |  |              |              |              |              |              |              |  |  |            |            |            |            |            |            |  |  |            |            |            |            |            |            |  |  |            |            |            |            |            |            |  |  |            |            |            |            |            |            |
|  |  |              |              |              |              |              |              |  |  |            |            |            |            |            |            |  |  | 近藤荒樹   |            |            |            |            |            |  |  |            |            |            |            |            |            |  |  |            |            |            |            |            |            |
|  |  |              |              |              |              |              |              |  |  |            |            |            |            |            |            |  |  |            |            |            |            |            |            |  |  | 近藤荒一郎 |            |            |            |            |            |  |  |            |            |            |            |            |            |
|  |  |              |              |              |              |              |              |  |  |            |            |            |            |            |            |  |  |            |            |            |            |            |            |  |  |            |            |            |            |            |            |  |  |            |            |            |            |            |            |
|  |  |              |              |              |              |              |              |  |  |            |            |            |            |            |            |  |  | 伊久子     |            |            |            |            |            |  |  |            |            |            |            |            |            |  |  |            |            |            |            |            |            |
|  |  |              |              |              |              |              |              |  |  |            |            |            |            |            |            |  |  |            |            |            |            |            |            |  |  |            |            |            |            |            |            |  |  |            |            |            |            |            |            |
|  |  |              |              |              |              |              |              |  |  | 大隈信常   | 大隈信常   | 大隈信常   | 大隈信常   | 大隈信常   | 大隈信常   |  |  | 豊子       | 豊子       | 豊子       | 豊子       | 豊子       | 豊子       |  |  |            |            |            |            |            |            |  |  |            |            |            |            |            |            |
|  |  |              |              |              |              |              |              |  |  | 大隈信常   | 大隈信常   | 大隈信常   | 大隈信常   | 大隈信常   | 大隈信常   |  |  | 豊子       | 豊子       | 豊子       | 豊子       | 豊子       | 豊子       |  |  |            |            |            |            |            |            |  |  |            |            |            |            |            |            |
|  |  |              |              |              |              |              |              |  |  |            |            |            |            |            |            |  |  |            |            |            |            |            |            |  |  |            |            |            |            |            |            |  |  |            |            |            |            |            |            |
|  |  |              |              |              |              |              |              |  |  | 寿栄       | 寿栄       | 寿栄       | 寿栄       | 寿栄       | 寿栄       |  |  |            |            |            |            |            |            |  |  |            |            |            |            |            |            |  |  | 慶子       | 慶子       | 慶子       | 慶子       | 慶子       | 慶子       |
|  |  |              |              |              |              |              |              |  |  | 寿栄       | 寿栄       | 寿栄       | 寿栄       | 寿栄       | 寿栄       |  |  |            |            |            |            |            |            |  |  |            |            |            |            |            |            |  |  | 慶子       | 慶子       | 慶子       | 慶子       | 慶子       | 慶子       |
|  |  | 山尾庸三     | 山尾庸三     | 山尾庸三     | 山尾庸三     | 山尾庸三     | 山尾庸三     |  |  | 山尾三郎   | 山尾三郎   | 山尾三郎   | 山尾三郎   | 山尾三郎   | 山尾三郎   |  |  |            |            |            |            |            |            |  |  |            |            |            |            |            |            |  |  |            |            |            |            |            |            |
|  |  | 山尾庸三     | 山尾庸三     | 山尾庸三     | 山尾庸三     | 山尾庸三     | 山尾庸三     |  |  | 山尾三郎   | 山尾三郎   | 山尾三郎   | 山尾三郎   | 山尾三郎   | 山尾三郎   |  |  |            |            |            |            |            |            |  |  |            |            |            |            |            |            |  |  |            |            |            |            |            |            |
|  |  |              |              |              |              |              |              |  |  | 千代       | 千代       | 千代       | 千代       | 千代       | 千代       |  |  |            |            |            |            |            |            |  |  |            |            |            |            |            |            |  |  | 寺田稔     | 寺田稔     | 寺田稔     | 寺田稔     | 寺田稔     | 寺田稔     |
|  |  |              |              |              |              |              |              |  |  | 千代       | 千代       | 千代       | 千代       | 千代       | 千代       |  |  |            |            |            |            |            |            |  |  |            |            |            |            |            |            |  |  | 寺田稔     | 寺田稔     | 寺田稔     | 寺田稔     | 寺田稔     | 寺田稔     |
|  |  |              |              |              |              |              |              |  |  |            |            |            |            |            |            |  |  | 広沢真吾   |            |            |            |            |            |  |  |            |            |            |            |            |            |  |  |            |            |            |            |            |            |
|  |  |              |              |              |              |              |              |  |  |            |            |            |            |            |            |  |  |            |            |            |            |            |            |  |  |            |            |            |            |            |            |  |  |            |            |            |            |            |            |
|  |  | 広沢真臣     | 広沢真臣     | 広沢真臣     | 広沢真臣     | 広沢真臣     | 広沢真臣     |  |  | 広沢金次郎 | 広沢金次郎 | 広沢金次郎 | 広沢金次郎 | 広沢金次郎 | 広沢金次郎 |  |  | 直子       | 直子       | 直子       | 直子       | 直子       | 直子       |  |  |            |            |            |            |            |            |  |  |            |            |            |            |            |            |
|  |  | 広沢真臣     | 広沢真臣     | 広沢真臣     | 広沢真臣     | 広沢真臣     | 広沢真臣     |  |  | 広沢金次郎 | 広沢金次郎 | 広沢金次郎 | 広沢金次郎 | 広沢金次郎 | 広沢金次郎 |  |  | 直子       | 直子       | 直子       | 直子       | 直子       | 直子       |  |  |            |            |            |            |            |            |  |  |            |            |            |            |            |            |
|  |  |              |              |              |              |              |              |  |  |            |            |            |            |            |            |  |  |            |            |            |            |            |            |  |  |            |            |            |            |            |            |  |  |            |            |            |            |            |            |
|  |  | 池田松蔵     | 池田松蔵     | 池田松蔵     | 池田松蔵     | 池田松蔵     | 池田松蔵     |  |  | 池田吾一郎 | 池田吾一郎 | 池田吾一郎 | 池田吾一郎 | 池田吾一郎 | 池田吾一郎 |  |  |            |            |            |            |            |            |  |  |            |            |            |            |            |            |  |  |            |            |            |            |            |            |
|  |  | 池田松蔵     | 池田松蔵     | 池田松蔵     | 池田松蔵     | 池田松蔵     | 池田松蔵     |  |  | 池田吾一郎 | 池田吾一郎 | 池田吾一郎 | 池田吾一郎 | 池田吾一郎 | 池田吾一郎 |  |  |            |            |            |            |            |            |  |  |            |            |            |            |            |            |  |  |            |            |            |            |            |            |
|  |  |              |              |              |              |              |              |  |  |            |            |            |            |            |            |  |  | 池田勇人   | 池田勇人   | 池田勇人   | 池田勇人   | 池田勇人   | 池田勇人   |  |  | 直子       | 直子       | 直子       | 直子       | 直子       | 直子       |  |  |            |            |            |            |            |            |
|  |  |              |              |              |              |              |              |  |  |            |            |            |            |            |            |  |  | 池田勇人   | 池田勇人   | 池田勇人   | 池田勇人   | 池田勇人   | 池田勇人   |  |  | 直子       | 直子       | 直子       | 直子       | 直子       | 直子       |  |  |            |            |            |            |            |            |
|  |  |              |              |              |              |              |              |  |  | うめ       | うめ       | うめ       | うめ       | うめ       | うめ       |  |  |            |            |            |            |            |            |  |  | 紀子       | 紀子       | 紀子       | 紀子       | 紀子       | 紀子       |  |  |            |            |            |            |            |            |
|  |  |              |              |              |              |              |              |  |  | うめ       | うめ       | うめ       | うめ       | うめ       | うめ       |  |  |            |            |            |            |            |            |  |  | 紀子       | 紀子       | 紀子       | 紀子       | 紀子       | 紀子       |  |  |            |            |            |            |            |            |
|  |  |              |              |              |              |              |              |  |  |            |            |            |            |            |            |  |  |            |            |            |            |            |            |  |  |            |            |            |            |            |            |  |  |            |            |            |            |            |            |
|  |  |              |              |              |              |              |              |  |  | 秀         | 秀         | 秀         | 秀         | 秀         | 秀         |  |  |            |            |            |            |            |            |  |  | 池田行彦   | 池田行彦   | 池田行彦   | 池田行彦   | 池田行彦   | 池田行彦   |  |  |            |            |            |            |            |            |
|  |  |              |              |              |              |              |              |  |  | 秀         | 秀         | 秀         | 秀         | 秀         | 秀         |  |  |            |            |            |            |            |            |  |  | 池田行彦   | 池田行彦   | 池田行彦   | 池田行彦   | 池田行彦   | 池田行彦   |  |  |            |            |            |            |            |            |
|  |  |              |              |              |              |              |              |  |  |            |            |            |            |            |            |  |  | 満枝       | 満枝       | 満枝       | 満枝       | 満枝       | 満枝       |  |  | 祥子       | 祥子       | 祥子       | 祥子       | 祥子       | 祥子       |  |  |            |            |            |            |            |            |
|  |  |              |              |              |              |              |              |  |  |            |            |            |            |            |            |  |  | 満枝       | 満枝       | 満枝       | 満枝       | 満枝       | 満枝       |  |  | 祥子       | 祥子       | 祥子       | 祥子       | 祥子       | 祥子       |  |  |            |            |            |            |            |            |
|  |  |              |              |              |              |              |              |  |  | 大貫四郎吉 |            |            |            |            |            |  |  |            |            |            |            |            |            |  |  |            |            |            |            |            |            |  |  |            |            |            |            |            |            |
|  |  |              |              |              |              |              |              |  |  |            |            |            |            |            |            |  |  | 石橋進一   | 石橋進一   | 石橋進一   | 石橋進一   | 石橋進一   | 石橋進一   |  |  | 石橋慶一   | 石橋慶一   | 石橋慶一   | 石橋慶一   | 石橋慶一   | 石橋慶一   |  |  |            |            |            |            |            |            |
|  |  |              |              |              |              |              |              |  |  |            |            |            |            |            |            |  |  | 石橋進一   | 石橋進一   | 石橋進一   | 石橋進一   | 石橋進一   | 石橋進一   |  |  | 石橋慶一   | 石橋慶一   | 石橋慶一   | 石橋慶一   | 石橋慶一   | 石橋慶一   |  |  |            |            |            |            |            |            |
|  |  |              |              |              |              |              |              |  |  |            |            |            |            |            |            |  |  |            |            |            |            |            |            |  |  | 石橋毅樹   |            |            |            |            |            |  |  |            |            |            |            |            |            |
|  |  |              |              |              |              |              |              |  |  |            |            |            |            |            |            |  |  |            |            |            |            |            |            |  |  |            |            |            |            |            |            |  |  |            |            |            |            |            |            |
|  |  |              |              |              |              |              |              |  |  |            |            |            |            |            |            |  |  |            |            |            |            |            |            |  |  |            |            |            |            |            |            |  |  |            |            |            |            |            |            |
|  |  |              |              |              |              |              |              |  |  |            |            |            |            |            |            |  |  | 浜口儀兵衛 | 浜口儀兵衛 | 浜口儀兵衛 | 浜口儀兵衛 | 浜口儀兵衛 | 浜口儀兵衛 |  |  | 邦子       | 邦子       | 邦子       | 邦子       | 邦子       | 邦子       |  |  |            |            |            |            |            |            |
|  |  |              |              |              |              |              |              |  |  |            |            |            |            |            |            |  |  | 浜口儀兵衛 | 浜口儀兵衛 | 浜口儀兵衛 | 浜口儀兵衛 | 浜口儀兵衛 | 浜口儀兵衛 |  |  | 邦子       | 邦子       | 邦子       | 邦子       | 邦子       | 邦子       |  |  |            |            |            |            |            |            |
|  |  |              |              |              |              |              |              |  |  | 石橋徳次郎 | 石橋徳次郎 | 石橋徳次郎 | 石橋徳次郎 | 石橋徳次郎 | 石橋徳次郎 |  |  | 石橋徳次郎 | 石橋徳次郎 | 石橋徳次郎 | 石橋徳次郎 | 石橋徳次郎 | 石橋徳次郎 |  |  |            |            |            |            |            |            |  |  |            |            |            |            |            |            |
|  |  |              |              |              |              |              |              |  |  | 石橋徳次郎 | 石橋徳次郎 | 石橋徳次郎 | 石橋徳次郎 | 石橋徳次郎 | 石橋徳次郎 |  |  | 石橋徳次郎 | 石橋徳次郎 | 石橋徳次郎 | 石橋徳次郎 | 石橋徳次郎 | 石橋徳次郎 |  |  |            |            |            |            |            |            |  |  |            |            |            |            |            |            |
|  |  |              |              |              |              |              |              |  |  |            |            |            |            |            |            |  |  | 鳩山一郎   | 鳩山一郎   | 鳩山一郎   | 鳩山一郎   | 鳩山一郎   | 鳩山一郎   |  |  | 鳩山威一郎 | 鳩山威一郎 | 鳩山威一郎 | 鳩山威一郎 | 鳩山威一郎 | 鳩山威一郎 |  |  | 鳩山由紀夫 | 鳩山由紀夫 | 鳩山由紀夫 | 鳩山由紀夫 | 鳩山由紀夫 | 鳩山由紀夫 |
|  |  |              |              |              |              |              |              |  |  |            |            |            |            |            |            |  |  | 鳩山一郎   | 鳩山一郎   | 鳩山一郎   | 鳩山一郎   | 鳩山一郎   | 鳩山一郎   |  |  | 鳩山威一郎 | 鳩山威一郎 | 鳩山威一郎 | 鳩山威一郎 | 鳩山威一郎 | 鳩山威一郎 |  |  | 鳩山由紀夫 | 鳩山由紀夫 | 鳩山由紀夫 | 鳩山由紀夫 | 鳩山由紀夫 | 鳩山由紀夫 |
|  |  |              |              |              |              |              |              |  |  |            |            |            |            |            |            |  |  |            |            |            |            |            |            |  |  |            |            |            |            |            |            |  |  |            |            |            |            |            |            |
|  |  |              |              |              |              |              |              |  |  |            |            |            |            |            |            |  |  |            |            |            |            |            |            |  |  |            |            |            |            |            |            |  |  |            |            |            |            |            |            |
|  |  |              |              |              |              |              |              |  |  |            |            |            |            |            |            |  |  |            |            |            |            |            |            |  |  | 安子       | 安子       | 安子       | 安子       | 安子       | 安子       |  |  | 鳩山邦夫   | 鳩山邦夫   | 鳩山邦夫   | 鳩山邦夫   | 鳩山邦夫   | 鳩山邦夫   |
|  |  |              |              |              |              |              |              |  |  |            |            |            |            |            |            |  |  |            |            |            |            |            |            |  |  | 安子       | 安子       | 安子       | 安子       | 安子       | 安子       |  |  | 鳩山邦夫   | 鳩山邦夫   | 鳩山邦夫   | 鳩山邦夫   | 鳩山邦夫   | 鳩山邦夫   |
|  |  |              |              |              |              |              |              |  |  |            |            |            |            |            |            |  |  | 石橋正二郎 | 石橋正二郎 | 石橋正二郎 | 石橋正二郎 | 石橋正二郎 | 石橋正二郎 |  |  | 典子       | 典子       | 典子       | 典子       | 典子       | 典子       |  |  |            |            |            |            |            |            |
|  |  |              |              |              |              |              |              |  |  |            |            |            |            |            |            |  |  | 石橋正二郎 | 石橋正二郎 | 石橋正二郎 | 石橋正二郎 | 石橋正二郎 | 石橋正二郎 |  |  | 典子       | 典子       | 典子       | 典子       | 典子       | 典子       |  |  |            |            |            |            |            |            |
|  |  |              |              |              |              |              |              |  |  |            |            |            |            |            |            |  |  |            |            |            |            |            |            |  |  | 多摩子     |            |            |            |            |            |  |  |            |            |            |            |            |            |
|  |  |              |              |              |              |              |              |  |  |            |            |            |            |            |            |  |  |            |            |            |            |            |            |  |  |            |            |            |            |            |            |  |  |            |            |            |            |            |            |
|  |  |              |              |              |              |              |              |  |  |            |            |            |            |            |            |  |  |            |            |            |            |            |            |  |  | 啓子       |            |            |            |            |            |  |  |            |            |            |            |            |            |
|  |  |              |              |              |              |              |              |  |  |            |            |            |            |            |            |  |  |            |            |            |            |            |            |  |  |            |            |            |            |            |            |  |  |            |            |            |            |            |            |

## 著書

### 単著
- 『広告税に就て』日本広告倶楽部、1942年4月。 NCID BA5442430X。全国書誌番号:44045548。
- 『改正税法並に関係命令に就て』銀行員同攻会、1942年5月。全国書誌番号:46012150。
- 『改正税法に就て』東京銀行集会所、1942年5月。 NCID BB27682285。全国書誌番号:46012151。
- 『改正税法の解説（法人関係）』生産拡充研究会、1942年6月。全国書誌番号:46012152。
- 『財産税・法人戦時利得税・個人財産増加税の解説』日本産業経済新聞社、1946年1月。全国書誌番号:77100962。
- 『戦時補償特別措置法の解説』日本経済新聞社出版部〈日本経済新聞社出版部刊行物 第16輯〉、1946年11月。 NCID BA65487505。
- 『財産税法の解説』日本経済新聞社出版部〈日本経済新聞社出版部刊行物 第16輯〉、1946年11月。 NCID BA7828980X。
- 『均衡財政』実業之日本社、1952年8月15日。NCID BN09758255。全国書誌番号:52006516。
  - 『均衡財政 附・占領下三年のおもいで』中央公論新社〈中公文庫〉、1999年2月。 NCID BN09758255。全国書誌番号:99079402。

### 共著
- 『間接税等改正税法解説 : 酒税等ノ増徴等ニ関スル法律解説』大蔵財務協会、1942年2月28日。NCID BN11202658。全国書誌番号:46012194。

## 関連作品
映画
- 小説吉田学校（1983年、東宝） - 演：高橋悦史

モデルとした人物が登場する映画
- 金環蝕（1975年、大映） - 演：久米明 - 役名は寺田政臣。

テレビドラマ
- B円を阻止せよ!もう一つの占領秘話（1977年、フジテレビ） - 演：下川辰平
- 日本の戦後 第10集 オペラハウスの日章旗 サンフランシスコ講和会議（1978年、NHK） - 演：久米明
- わが首相のベッド ガン回廊の朝 II（1980年、読売テレビ） - 演：芦田伸介
- 関西テレビ開局25周年記念 吉田茂（1983年、関西テレビ） - 演：若林豪
- からたちの花、永遠に（1987年、テレビ東京） - 演：仲谷昇
- わが家の歴史（2010年、フジテレビ） - 演：宮川大助
- 負けて、勝つ 〜戦後を創った男・吉田茂〜（2012年、NHK） - 演：小市慢太郎
- 経世済民の男 鬼と呼ばれた男〜松永安左ェ門〜（2015年、NHK） - 演：高嶋政伸
- いだてん〜東京オリムピック噺〜（2019年、NHK大河ドラマ） - 演：立川談春
- アメリカに負けなかった男〜バカヤロー総理 吉田茂〜（2020年、テレビ東京） - 演：佐々木蔵之介

モデルとした人物が登場するテレビドラマ
- 官僚たちの夏（1996年、NHK） - 演：神山繁 - 役名は池内信人。
- 官僚たちの夏（2009年、TBS） - 演：北大路欣也 - 役名は池内信人。

マンガ
- 疾風の勇人 - 大和田秀樹の漫画。『モーニング』連載。池田を主人公とする。